# 訃報 2020年8月
訃報 2020年8月（ふほう 2020ねん8がつ）では、2020年8月に物故した、又は物故が報じられた人物についてまとめる。

## (1日 - 15日)

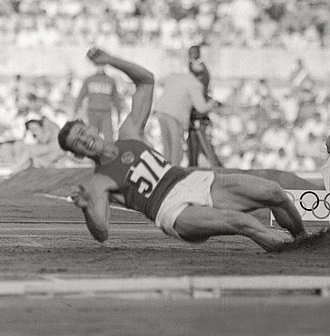
ヴィトールド・クレール／8月1日没

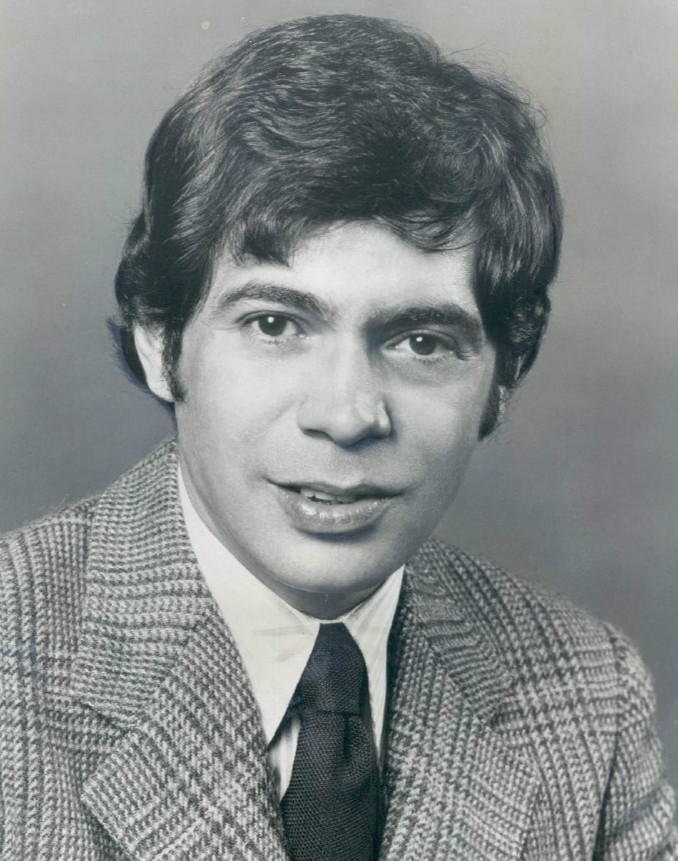
レニ・サントーニ／8月1日没

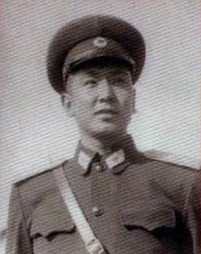
王海／8月2日没

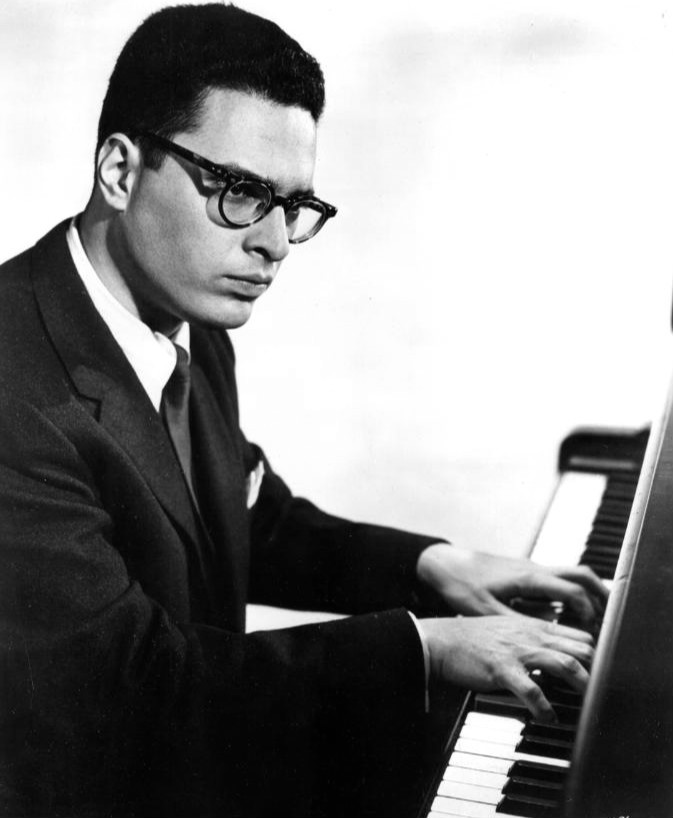
レオン・フライシャー／8月2日没

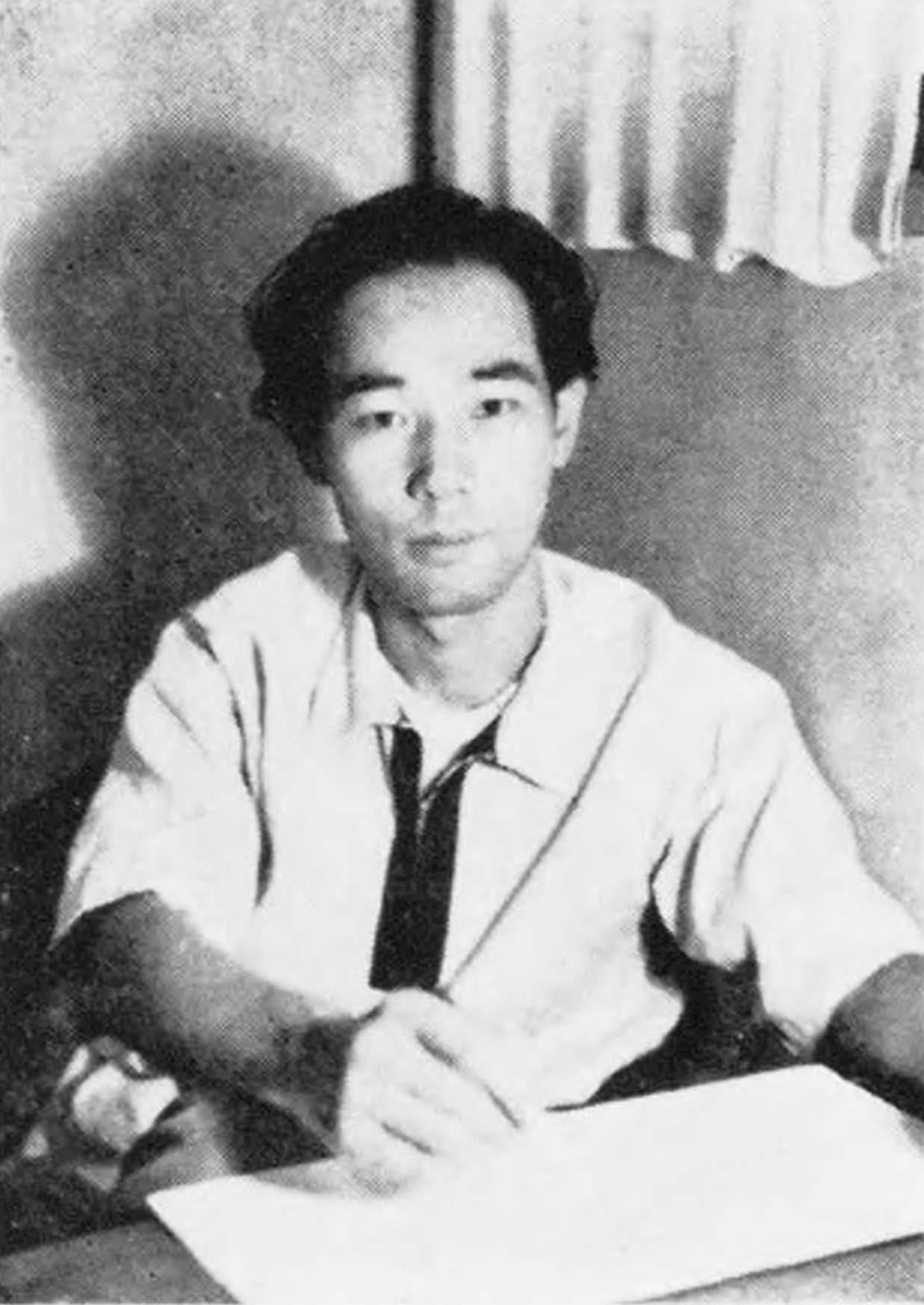
濱野彰親／8月3日没

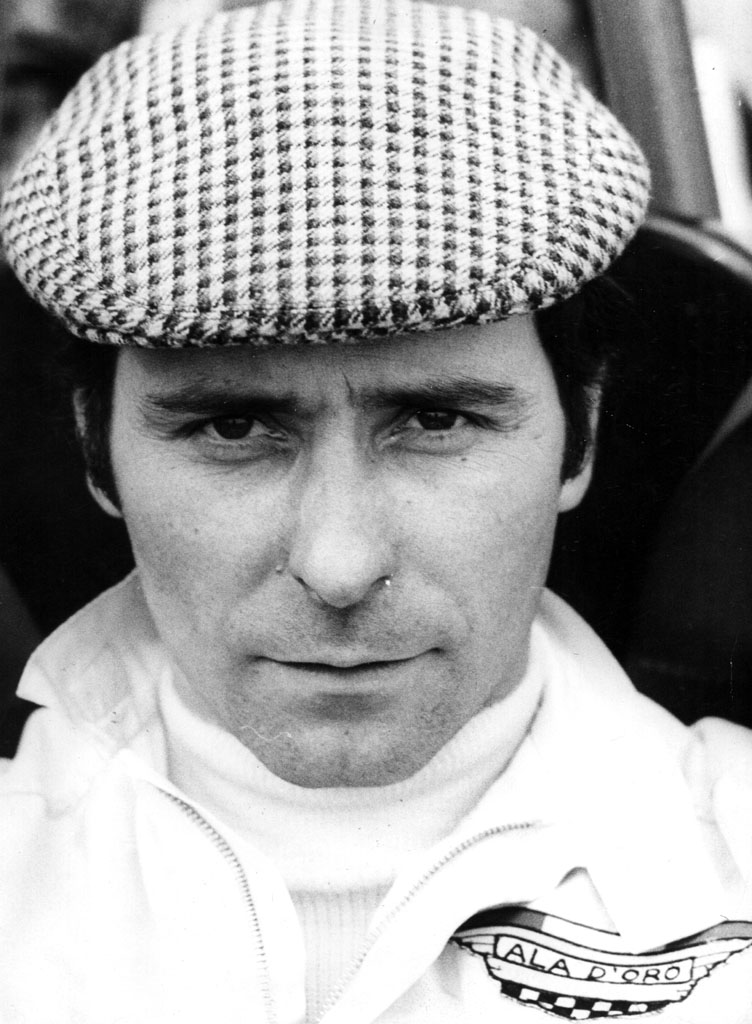
エルネスト・ブランビラ／8月3日没

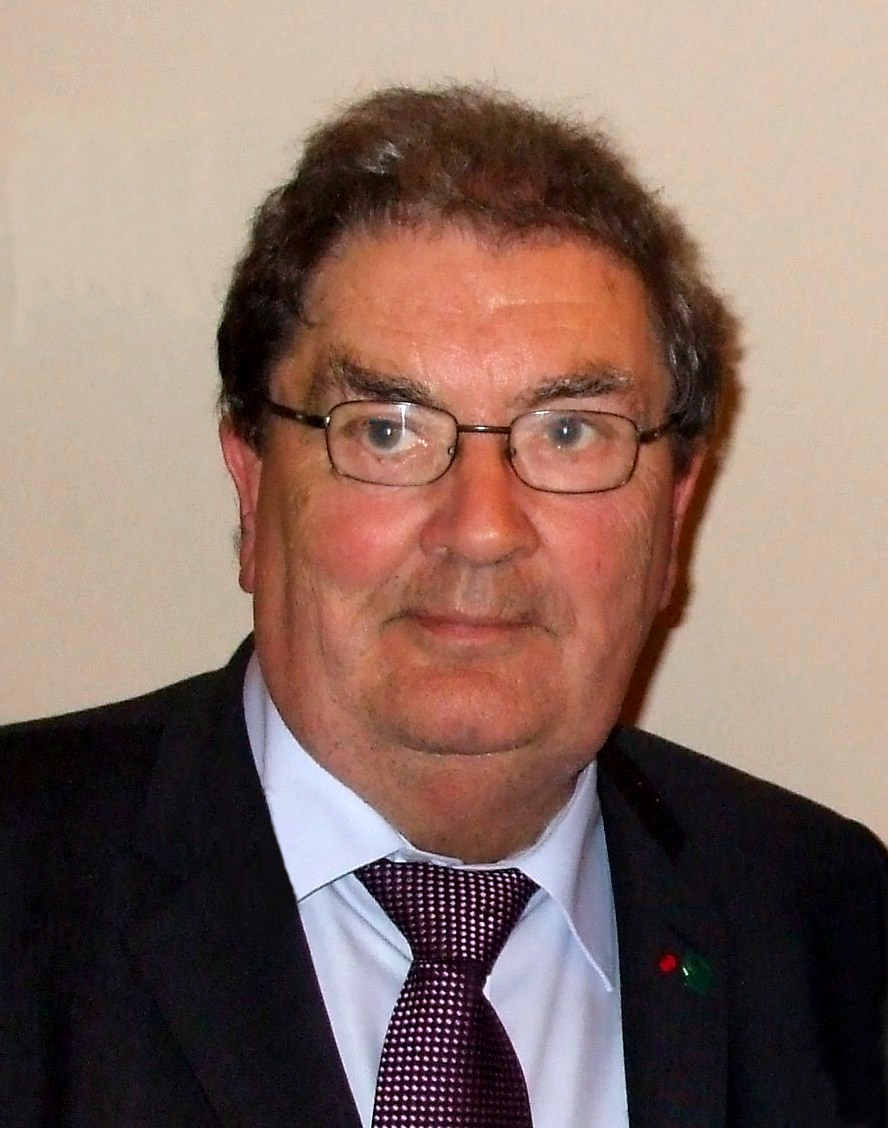
ジョン・ヒューム／8月3日没

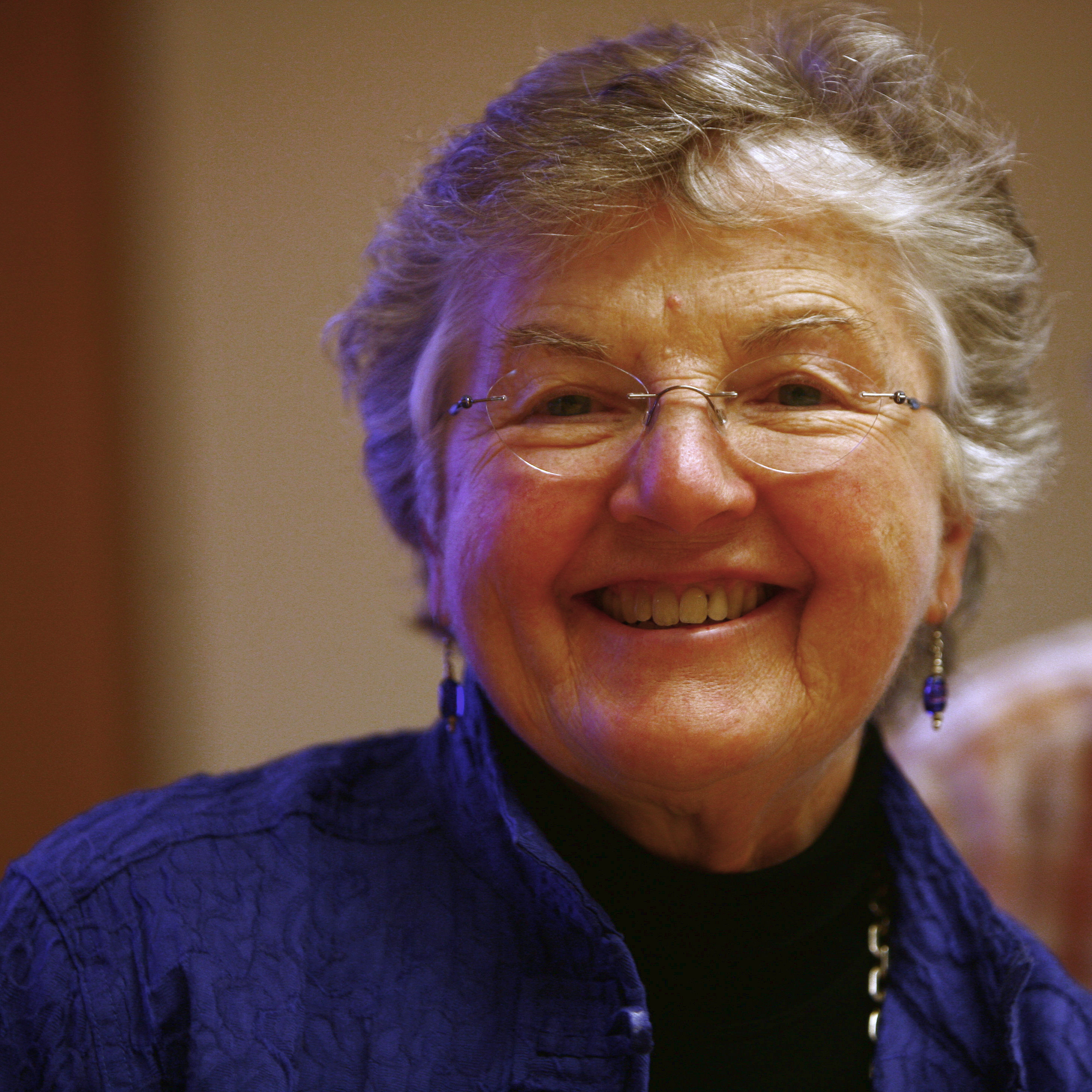
フランシス・エリザベス・アレン／8月4日没

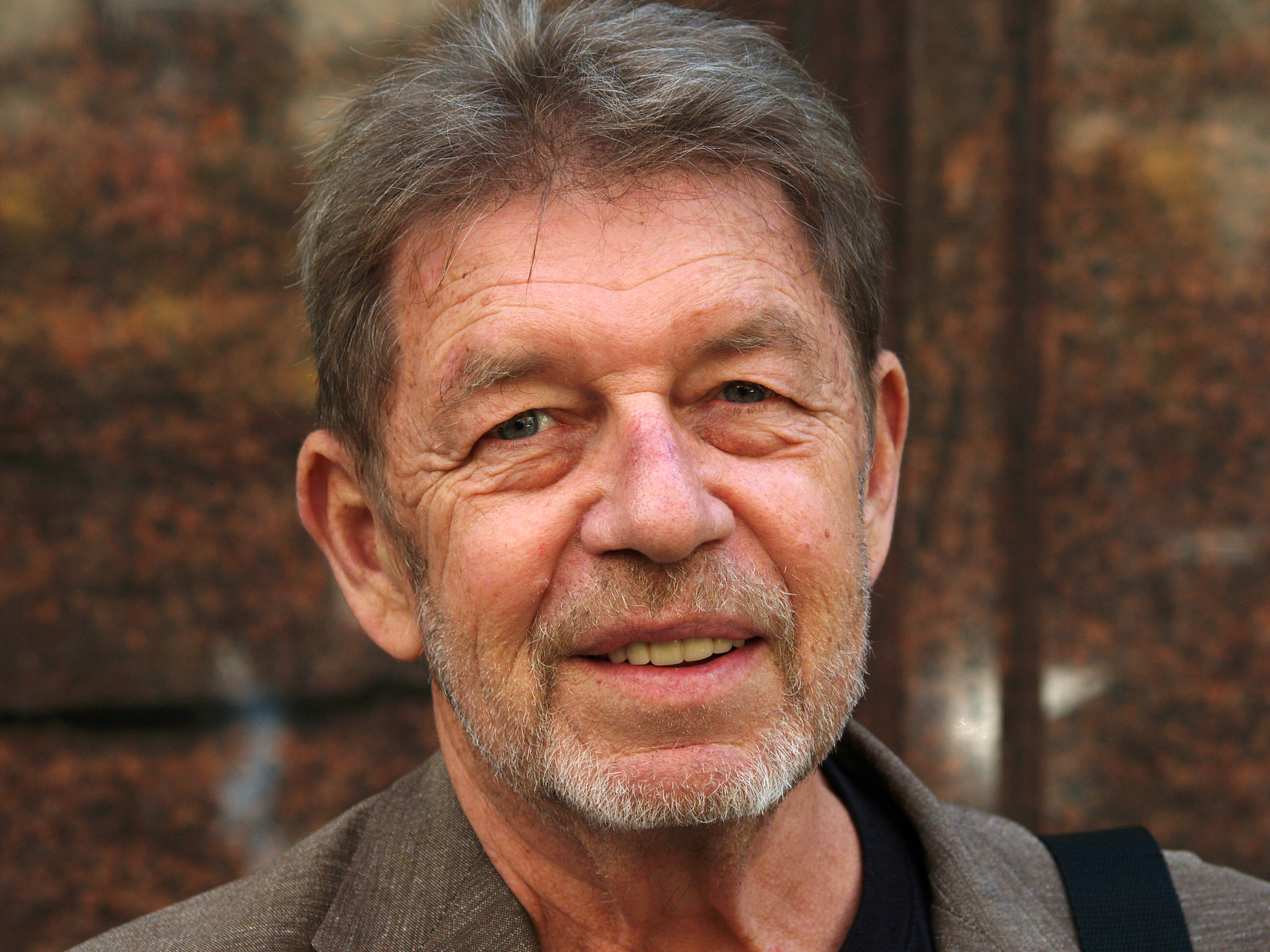
ピート・ハミル／8月5日没

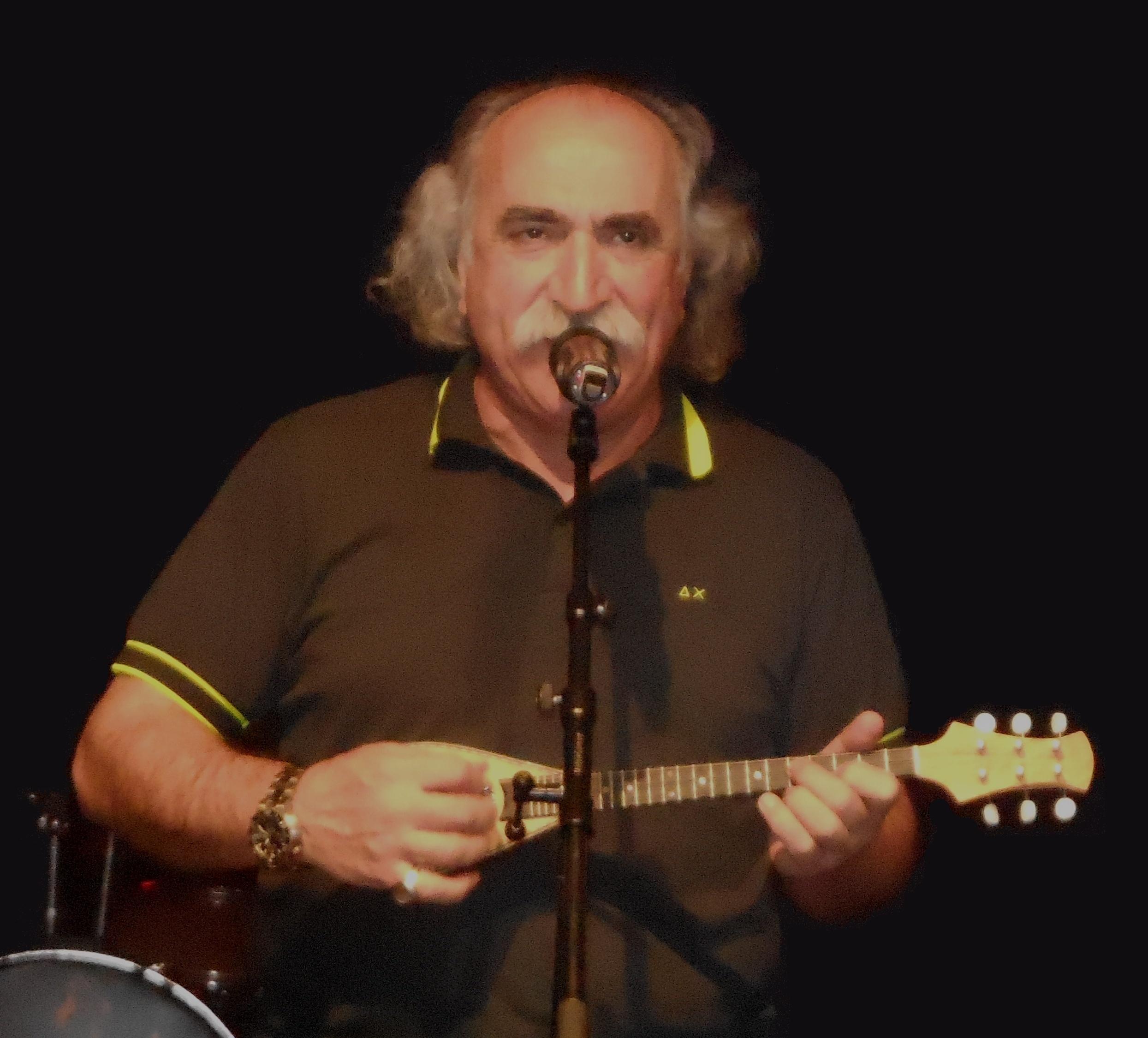
アガソナス・ヤコヴィディス／8月5日没

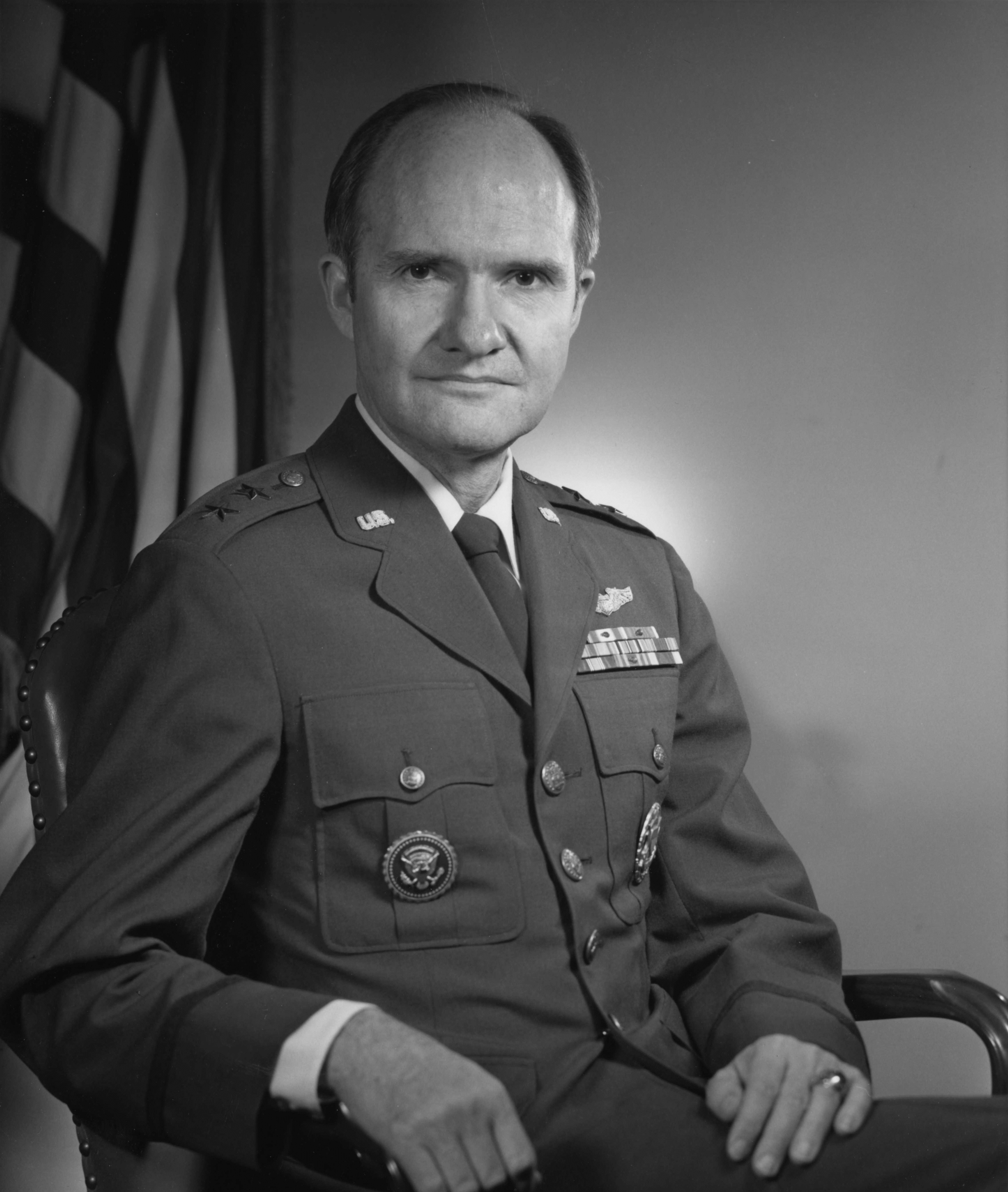
ブレント・スコウクロフト／8月6日没

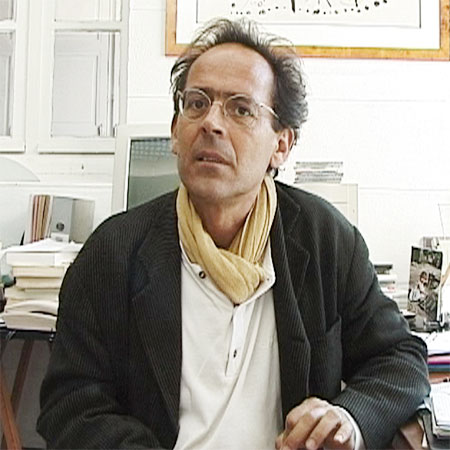
ベルナール・スティグレール／8月6日没

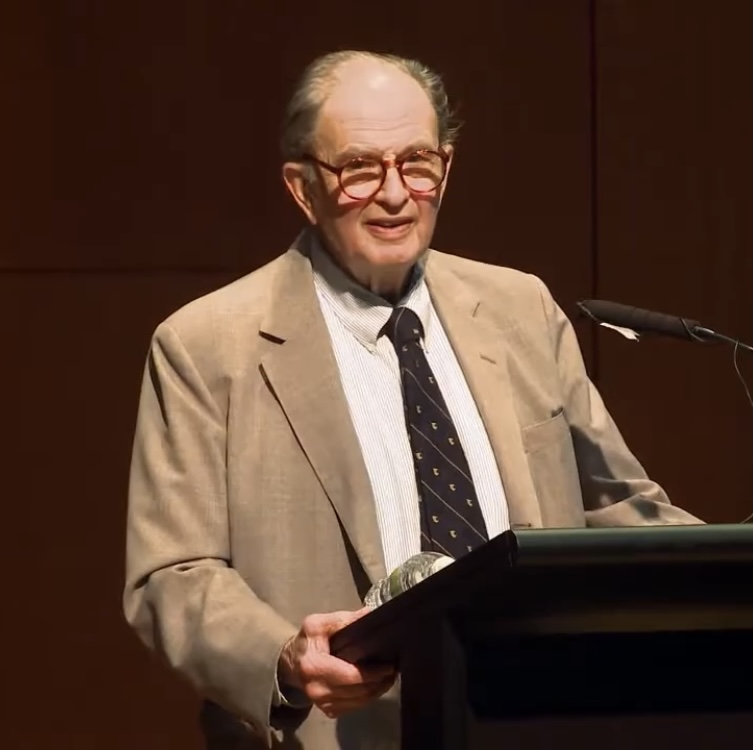
バーナード・ベイリン／8月7日没

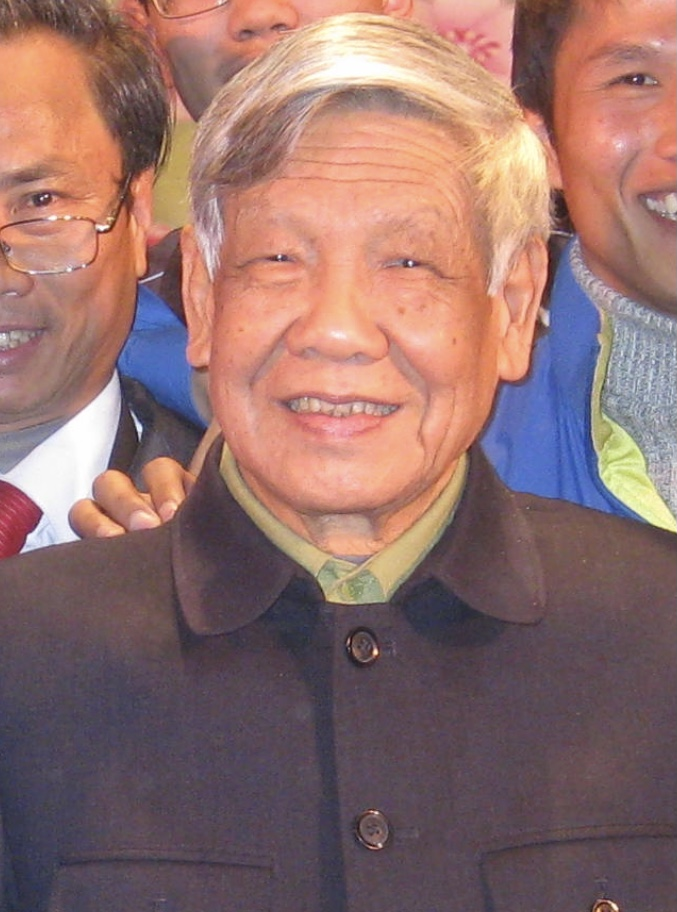
レ・カ・フュー／8月7日没

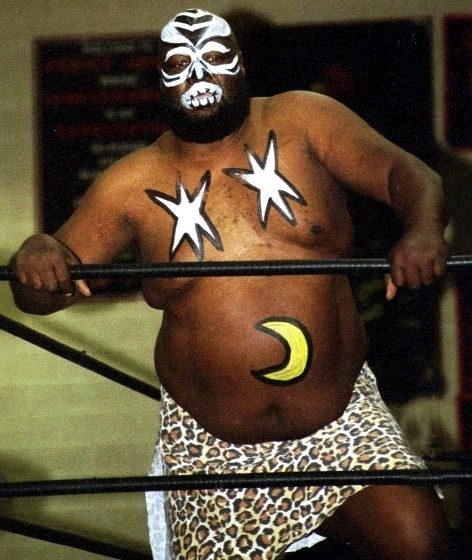
カマラ／8月9日没

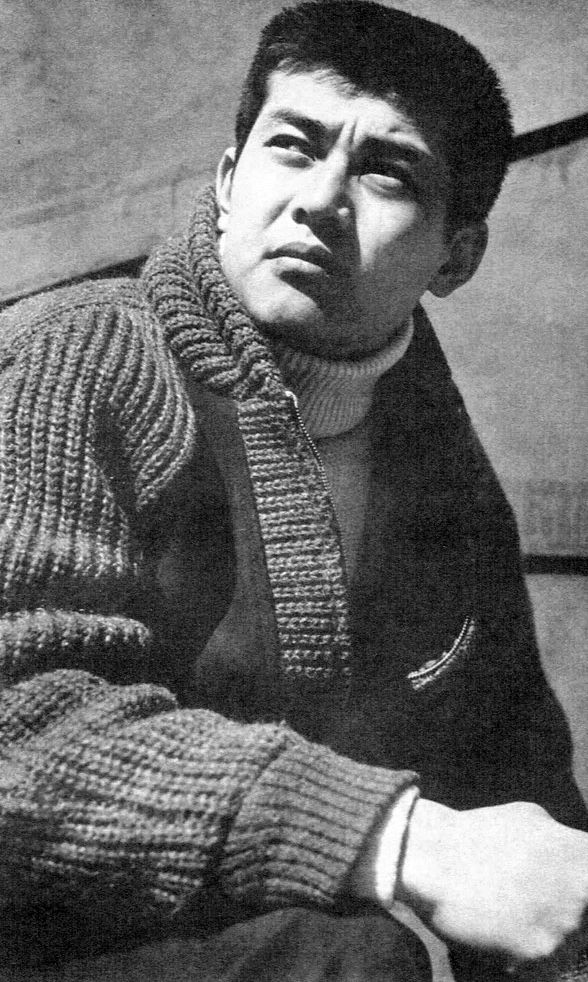
渡哲也／8月10日没

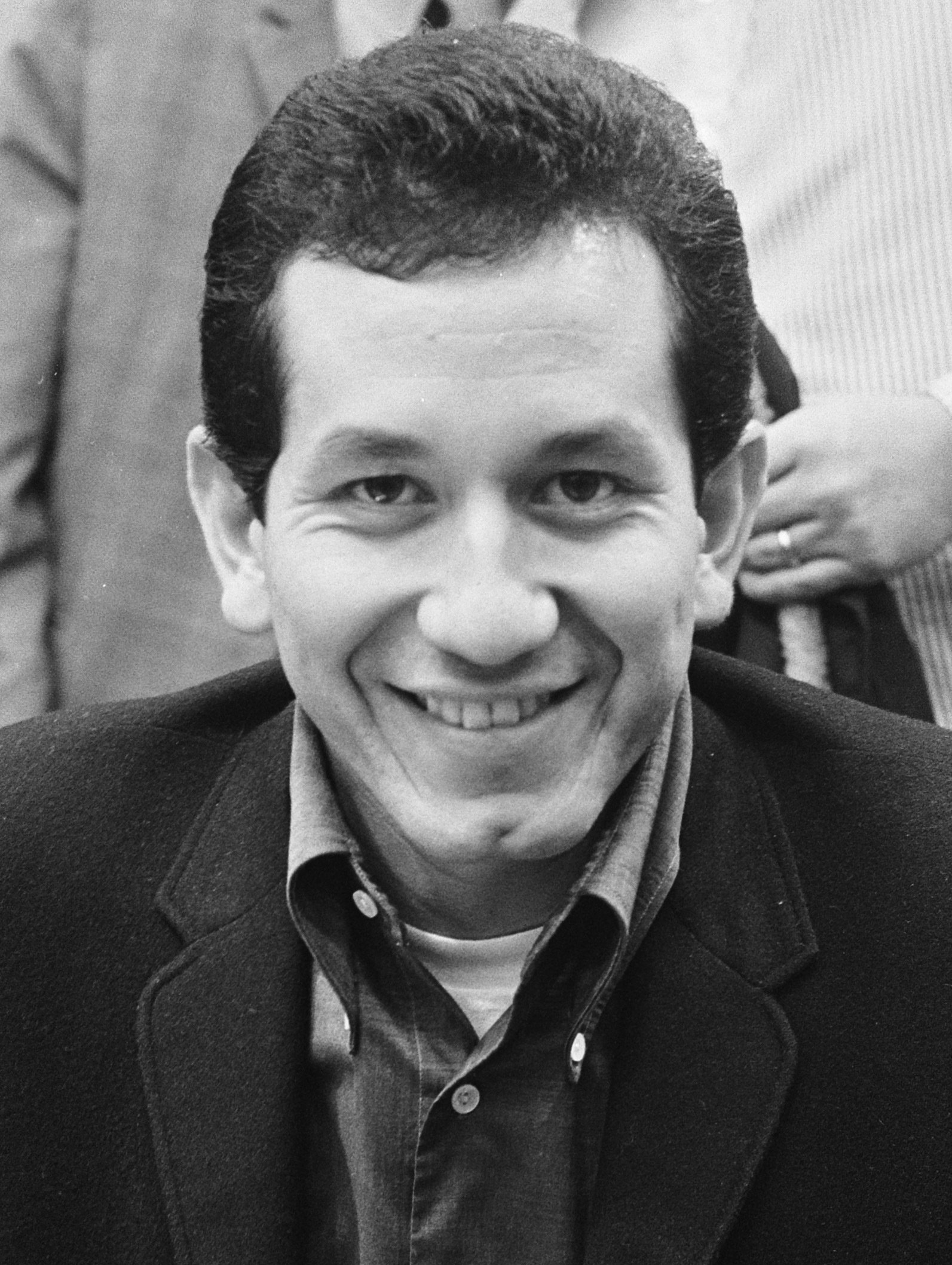
トリニ・ロペス／8月11日没

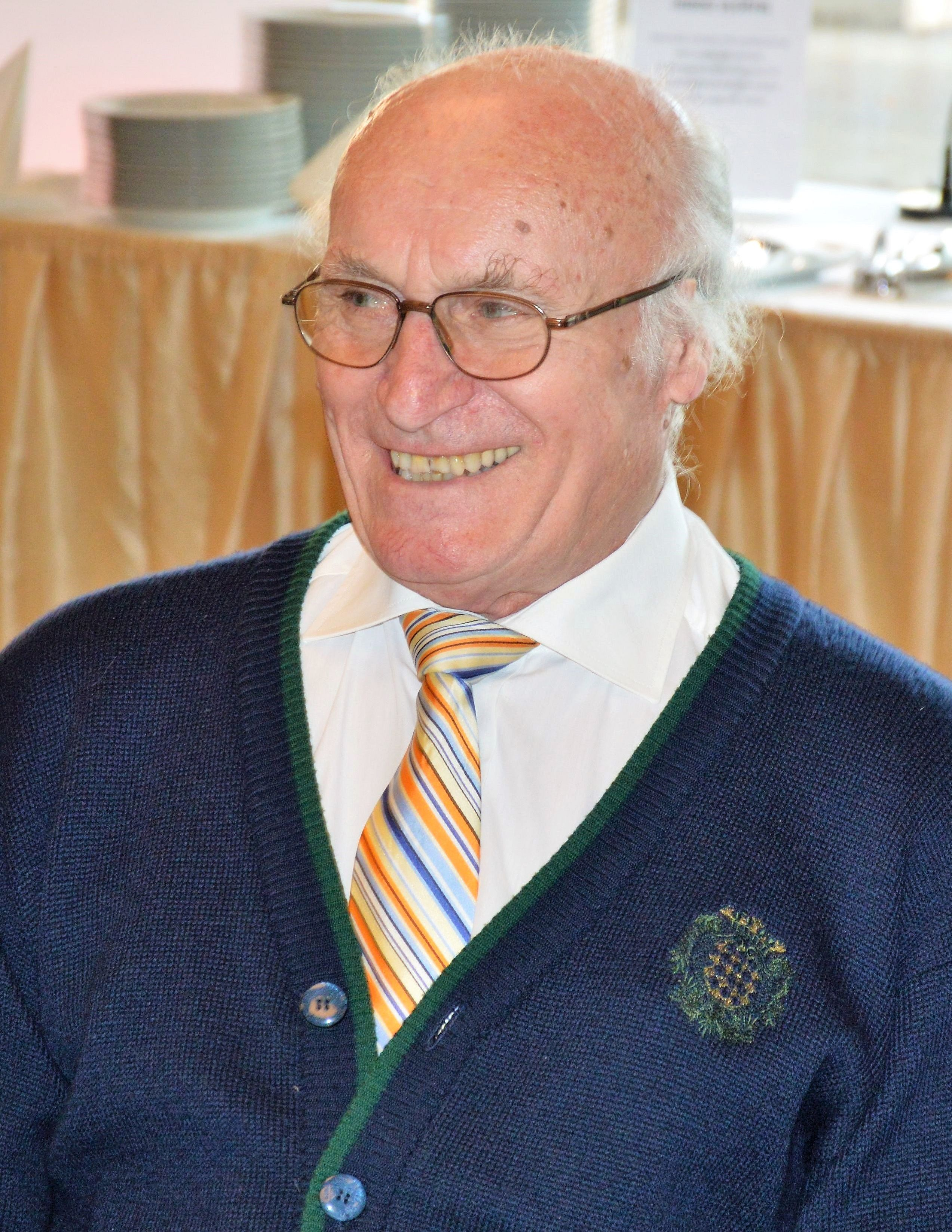
クルチャール・ジェルジ／8月12日没

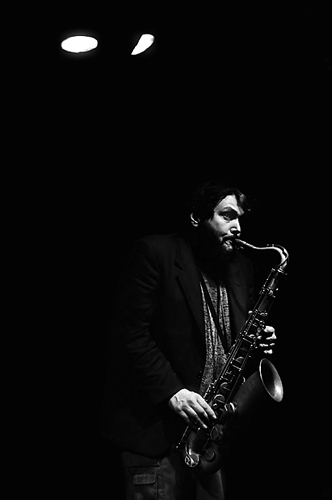
スティーヴ・グロスマン／8月13日没

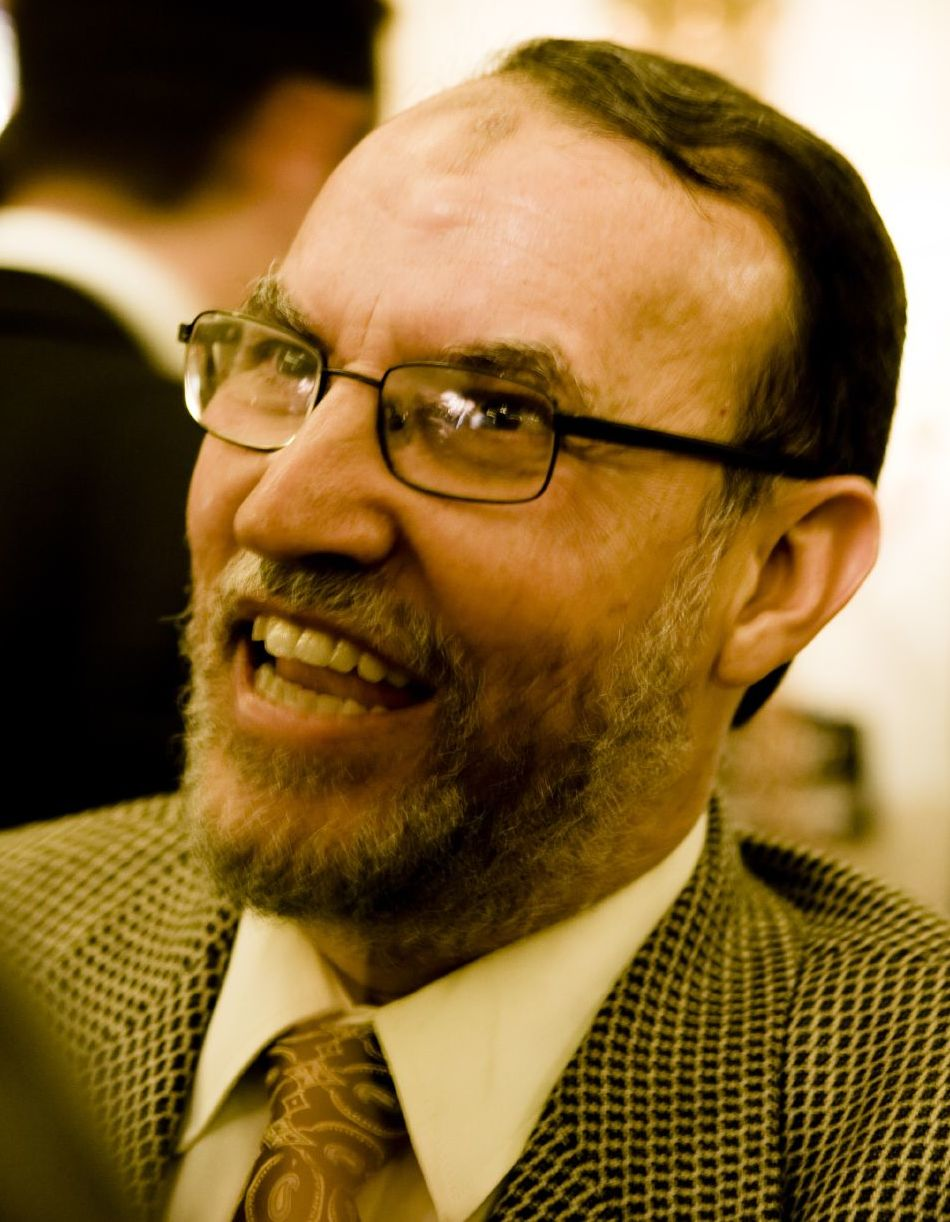
イサーム・エル＝エリヤーン／8月13日没

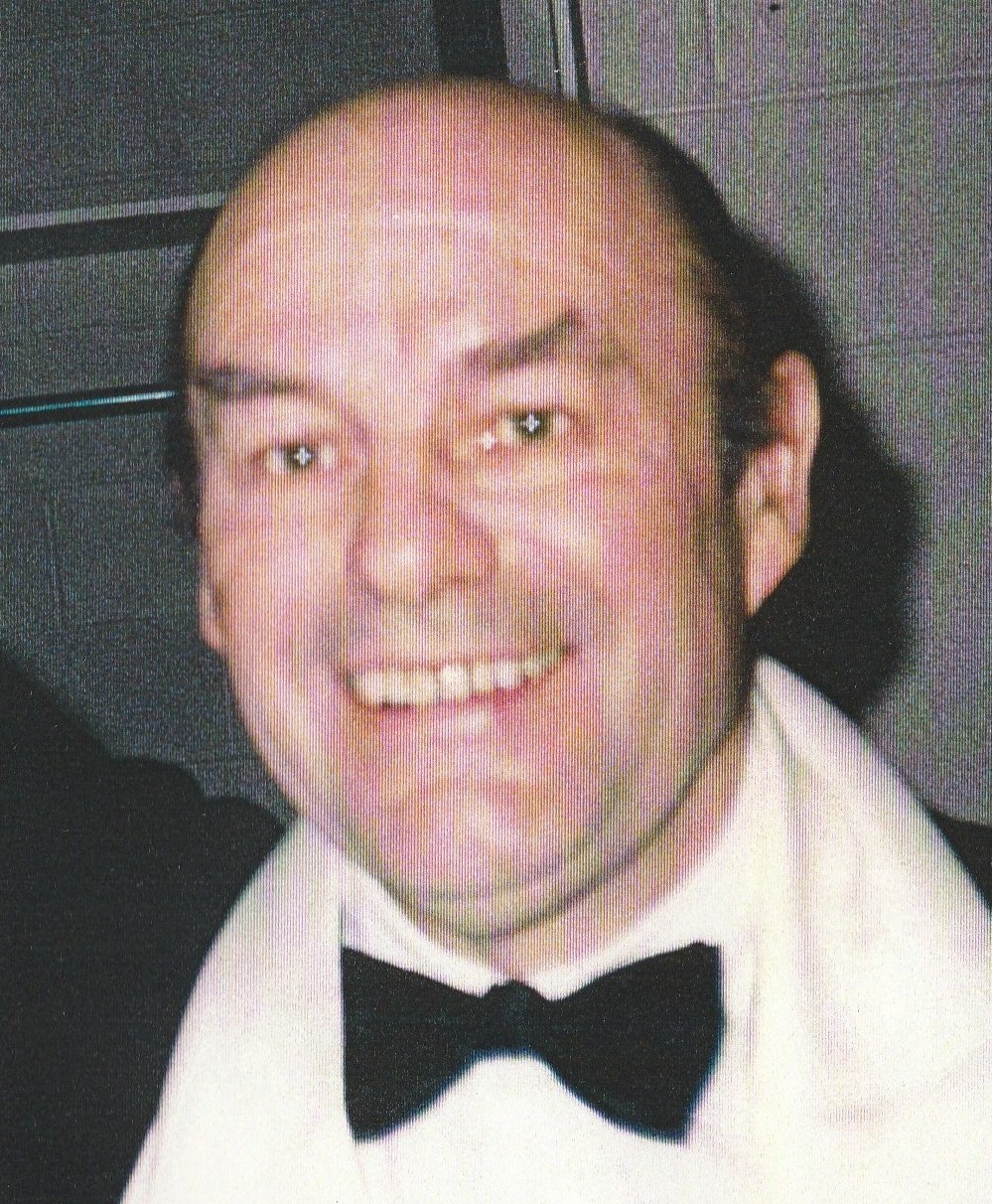
ジュリアン・ブリーム／8月14日没

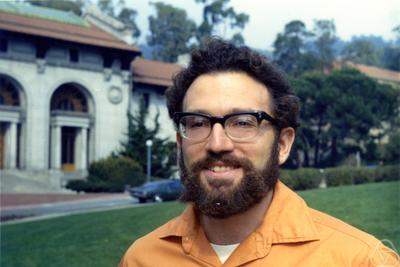
ケネス・キューネン／8月14日没

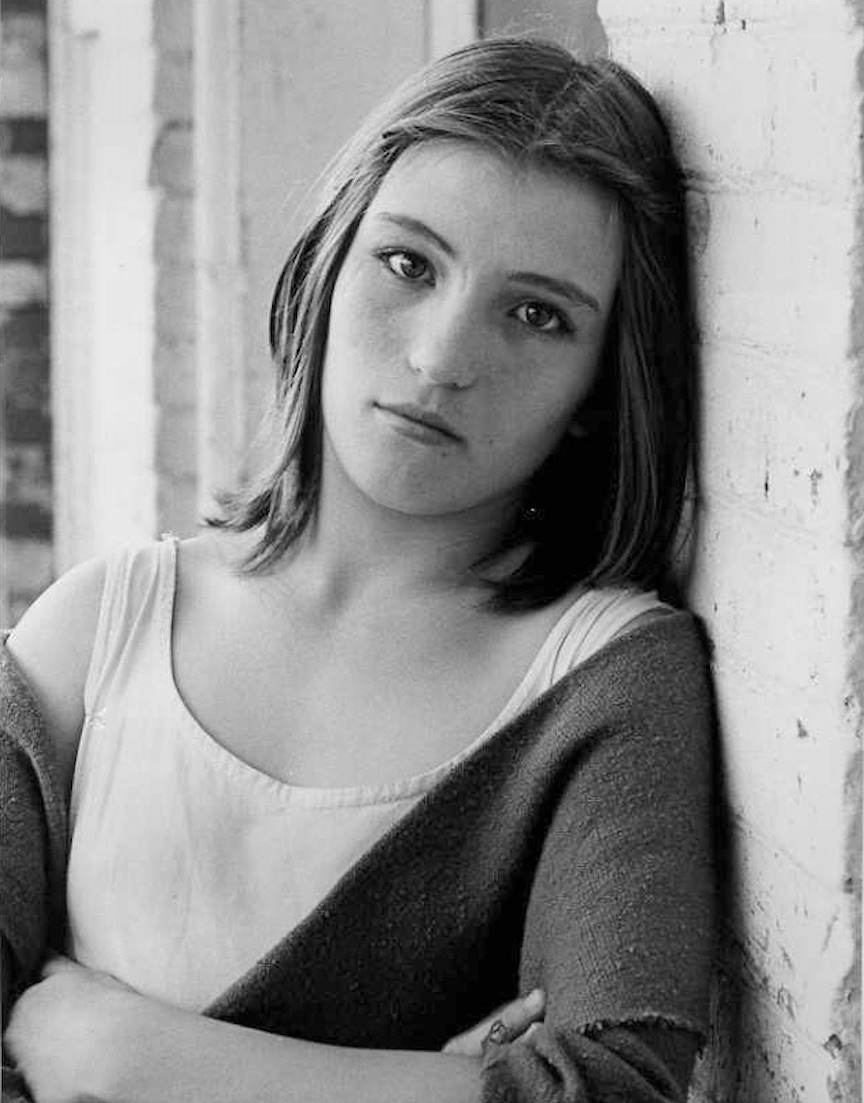
リンダ・マンズ／8月14日没

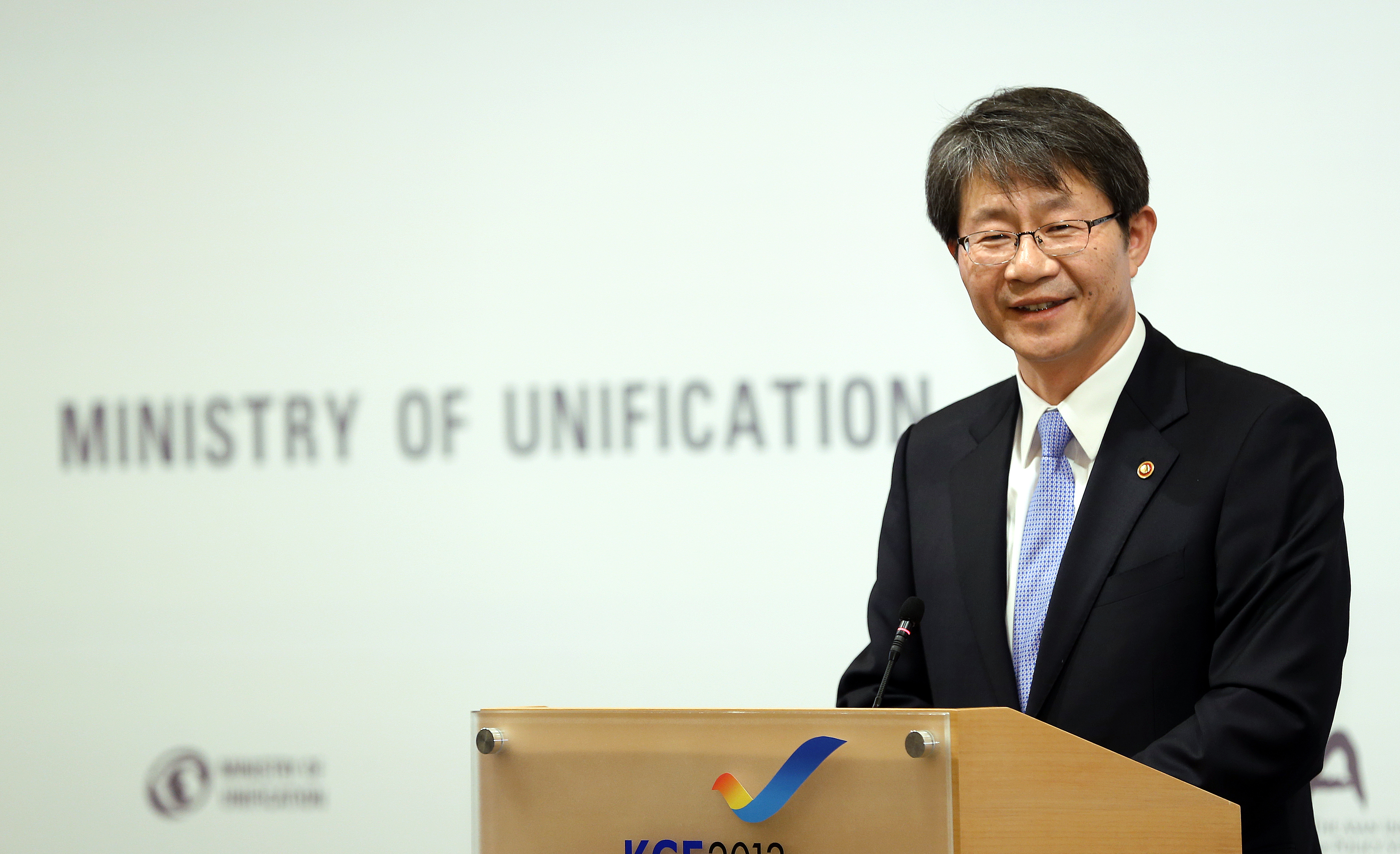
柳吉在／8月15日没

- 8月1日 - ヴィトールド・クレール、ソビエト社会主義共和国連邦の元陸上競技選手、ロシアの陸上競技指導者（* 1932年）[1]
- 8月1日 - ウィルフォード・ブリムリー、アメリカ合衆国の俳優（* 1934年）[2]
- 8月1日 - レニ・サントーニ、アメリカ合衆国の俳優、声優（* 1939年）[3]
- 8月1日 - 花輪洋治、日本の舞踊家（* 1942年）[4]
- 8月2日 - ボブ・ライランド、アメリカ合衆国の元テニス選手（* 1920年）[5]
- 8月2日 - 王海、中華人民共和国の軍人、中国人民解放軍空軍上将（* 1926年）[6]
- 8月2日 - レオン・フライシャー、アメリカ合衆国のピアニスト、指揮者（* 1928年）[7]
- 8月2日 - 岡三郎、日本の英文学者、青山学院大学名誉教授（* 1929年）[8]
- 8月2日 - 立石涼子、日本の舞台女優、声優（* 1951年）[9]
- 8月2日 - ザクシリク・ウシケンピロフ（英語版）、カザフスタンの元アマチュアレスリング選手、1980年モスクワオリンピックグレコローマン48kg級金メダリスト【ソ連代表】（* 1951年）[10]
- 8月2日 - 坂川栄治、日本の装丁家（* 1952年）[11]
- 8月2日 - 轟二郎、日本のコメディアン、タレント（* 1954年）[12][13]
- 8月2日 - スティーヴ・ホーランド、アメリカ合衆国のギタリスト、元モリー・ハチェットメンバー（* 1966年?）[14]
- 8月3日 - 濱野彰親、日本の挿絵画家（* 1926年）[15]
- 8月3日 - シャーリー・アン・グラウ（英語版）、アメリカ合衆国の作家、ピューリッツァー賞受賞者（* 1929年）[16]
- 8月3日 - アデ・タポンツァン（英語版）、チベットの元レジスタンス、元チュシ・ガンドゥク闘士（* 1932年）[17]
- 8月3日 - エルネスト・ブランビラ、イタリアのレーシングドライバー、ライダー（* 1934年）[18]
- 8月3日 - ジョン・ヒューム、北アイルランドの政治家、元社会民主労働党党首、元欧州議会・イギリス議会・北アイルランド議会議員、ノーベル平和賞受賞者（* 1937年）[19][20]
- 8月3日 - イザベル・ヴェンガルテン、フランスの女優（* 1950年）[21]
- 8月4日 - 佐藤喬、日本の英文学者、慶應義塾大学名誉教授（* 1925年）[22]
- 8月4日 - イレーナ・セドレカ（チェコ語版）、チェコの彫刻家（* 1928年）[23]
- 8月4日 - フランシス・エリザベス・アレン、アメリカ合衆国の計算機科学者（* 1932年）[24]
- 8月4日 - 牧野弘道、日本の戦史作家（* 1935年）[25]
- 8月4日 - 明智抄、日本の漫画家、小説家（* 1960年）[26][27]
- 8月4日 - トニー・コスタンザ（英語版）、アメリカ合衆国のドラマー、元マ\シーン・ヘッドメンバー（* 1968年）[28]
- 8月4日 - FBG Duck、アメリカ合衆国のラッパー（* 1993年）[29]
- 2020年ベイルート爆発による犠牲者
  - ナザール・ナジャリアン、レバノンの政治家、実業家、カターイブ党書記長（* 1959年）[30]
  - ジャン＝マルク・ボンフィス（英語版）、フランスの建築家（* 1963年）[31]
- 8月5日 - エリック・ベントレー（英語版）、イギリス出身のアメリカ合衆国の演劇評論家（* 1917年）[32]
- 8月5日 - ピート・ハミル、アメリカ合衆国のジャーナリスト（* 1935年）[33]
- 8月5日 - ハワ・アブディ（英語版）、ソマリアの人権活動家、医師（* 1947年）[34]
- 8月5日 - アガソナス・ヤコヴィディス、ギリシャのレベティコ歌手（* 1955年）[35]
- 8月6日 - ブレント・スコウクロフト、アメリカ合衆国の軍人、元国家安全保障問題担当大統領補佐官（* 1925年）[36]
- 8月6日 - 鯉江良二、日本の陶芸家（* 1938年）[37]
- 8月6日 - 赤木洋勝、日本の薬学者、元国立水俣病総合研究センター国際総合研究部長（* 1942年）[38]
- 8月6日 - ベルナール・スティグレール、フランスの哲学者（* 1952年）[39]
- 8月6日 - ヴァーン・ラムゼイ（英語版）、アメリカ合衆国のベーシスト、元Unwound（英語版）メンバー（* 1973年）[40]
- 8月7日 - バーナード・ベイリン、アメリカ合衆国の歴史学者、ハーバード大学名誉教授、ピューリッツァー賞受賞者（* 1922年）[41]
- 8月7日 - 宮井勝成、日本の野球指導者、元中央大学・早稲田実業学校硬式野球部監督（* 1926年）[42]
- 8月7日 - レ・カ・フュー、ベトナムの軍人、政治家、第5代共産党書記長（* 1931年）[43]
- 8月7日 - 荘永明（中国語版）、台湾の歴史家（* 1942年）[44]
- 8月7日 - ロレンツォ・ソリア（英語版）、イタリアのジャーナリスト、実業家、ハリウッド外国人映画記者協会創立者（* 1951年）[45]
- 8月7日 - 松谷麗王、日本のゴスペル／ソウルシンガー（* 1969年）[46]
- 8月7日 - マイケル・オジョ（英語版）、ナイジェリアのバスケットボール選手（* 1993年）[47]
- 8月8日 - 望月幸明、日本の政治家、公選第9-11代山梨県知事（* 1924年）[48]
- 8月8日 - エリック・グリューエンバーグ、オーストリア出身のイギリスのヴァイオリニスト（* 1924年）[49]
- 8月8日 - アルフレド・リム（英語版）、フィリピンの政治家、元マニラ市長（* 1929年）[50]
- 8月8日 - 金子尚志、日本の実業家、元NEC社長（* 1934年?）[51]
- 8月9日 - フランカ・ヴァレリ（英語版）、イタリアの女優（* 1920年）[52]
- 8月9日 - 松原達哉、日本の臨床心理学者、東京福祉大学名誉学長、立正大学名誉教授（* 1932年）[53]
- 8月9日 - カート・リュードック（英語版）、アメリカ合衆国の脚本家、編集者（* 1939年）[54]
- 8月9日 - 野口裕哉、日本のジャーナリスト、実業家、日刊まにら新聞創刊者（* 1946年）[55]
- 8月9日 - マーティン・バーチ、イングランドの音楽プロデューサー（* 1948年）[56]
- 8月9日 - カマラ〈初代ジャイアント・キマラ〉、アメリカ合衆国の元プロレスラー（* 1950年）[57]
- 8月9日 - ヴァルデマール・バストス、アンゴラのミュージシャン（* 1954年）[58]
- 8月9日 - 蔵玉錦敏正、日本の元大相撲力士【鏡山部屋所属】・年寄〈武隈〉（* 1952年）[59]
- 8月10日 - 安次富長昭、日本の美術家、琉球大学名誉教授（* 1930年）[60]
- 8月10日 - 新藤孝衛、日本の実業家、映画監督、脚本家、映画プロデューサー（* 1932年）[61]
- 8月10日 - 渡哲也、日本の俳優、歌手、実業家（* 1941年）[62]
- 8月10日 - 江藤漢斉、日本の俳優（* 1942年）[63]
- 8月10日 - クルト・アツェスベルガー（ドイツ語版）、オーストリアのテノール歌手（* 1960年）[64]
- 8月11日 - 白井庄次郎、日本のスーパーセンテナリアン、国内最高齢男性（* 1909年）[65]
- 8月11日 - サムナー・レッドストーン（英語版）、アメリカ合衆国の実業家、元バイアコム（現バイアコムCBS）会長（* 1923年）[66]
- 8月11日 - 大田博巳、日本の実業家、元アスティ（現ヨンドシーホールディングス）社長（* 1924年?）[67]
- 8月11日 - ラッセル・キルシュ（英語版）、アメリカ合衆国の計算機科学者（* 1929年）[68]
- 8月11日 - トリニ・ロペス、アメリカ合衆国の歌手、俳優（* 1937年）[69]
- 8月11日 - 串田武久、日本の政治家、元茨城県龍ケ崎市長（* 1938年）[70]
- 8月11日 - 須藤甚一郎、日本の政治家、目黒区議会議員、芸能リポーター（* 1939年）[71]
- 8月11日 - 山本泰、日本のアマチュア野球選手・指導者（* 1945年）[72]
- 8月11日 - ジェフリー・ナンバーグ（英語版）、アメリカ合衆国の言語学者（* 1945年）[73]
- 8月11日 - ダンミカ・ガンガーナート・ディサーナーヤカ（英語版）、スリランカの外交官、元駐日大使（* 1958年）[74]
- 8月11日 - 宅八郎、日本の評論家（* 1962年）[75]
- 8月12日 - クルチャール・ジェルジ、ハンガリーの元陸上競技選手、1964年東京オリンピックやり投げ銀メダリスト（* 1934年）[76]
- 8月12日 - 砂原幸雄、日本の実業家、ドラマディレクター、元東京放送社長・会長、日本プロ野球・横浜ベイスターズ球団元オーナー（* 1937年）[77]
- 8月12日 - ハワード・マッド（英語版）、アメリカ合衆国の元アメリカンフットボール選手・指導者（* 1942年）[78]
- 8月12日 - ヨゼフ・ブルヴァ、チェコのピアニスト（* 1943年）[79]
- 8月13日 - 桂千穂、日本の脚本家（* 1929年）[80]
- 8月13日 - 松井義雄、日本のジャーナリスト、実業家、元読売新聞東京本社会長（* 1937年）[81]
- 8月13日 - 安齊重男、日本の写真家、多摩美術大学客員教授（* 1939年）[82]
- 8月13日 - 中村光男、日本の建築家、元日建設計社長（* 1941年）[83]
- 8月13日 - スティーヴ・グロスマン、アメリカ合衆国のジャズ・フュージョン、ハード・バップのサックス奏者（* 1951年）[84]
- 8月13日 - イサーム・エル＝エリヤーン、エジプトの医学者、元政治家、元人民議会議員（* 1954年）[85]
- 8月14日 - ジュリアン・ブリーム、イギリスのクラシックギター奏者（* 1933年）[86]
- 8月14日 - アンジェラ・バクストン、イギリスの元テニス選手、1956年全仏オープン・ウィンブルドン選手権女子ダブルス優勝者（* 1934年）[87]
- 8月14日 - ジェームズ・R・トンプソン（英語版）、アメリカ合衆国の政治家、元イリノイ州知事（* 1936年）[88]
- 8月14日 - エヴァ・デマルチク（英語版）、ポーランドの歌手（* 1936年）[89]
- 8月14日 - ケネス・キューネン、アメリカ合衆国の数学者、ウィスコンシン大学マディソン校名誉教授（* 1943年）[90]
- 8月14日 - 宮内淳、日本の俳優（* 1950年）[91]
- 8月14日 - ピート・ウェイ（英語版）、イギリスのベーシスト、元UFOメンバー（* 1951年）[92]
- 8月14日 - ハウエル・ビンクリー（英語版）、アメリカ合衆国の照明技師（* 1956年?）[93]
- 8月14日 - リンダ・マンズ、アメリカ合衆国の女優（* 1961年）[94]
- 8月14日 - ワレンチナ・レヒコストゥポワ（ロシア語版）、ロシアの歌手（* 1965年）[95]
- 8月14日 - ギヨーム・ルノー、フランス国籍の日本の実業家、日本オーチス・エレベータ社長（* 1971年）[96]
- 8月15日 - 菊池嘉人、日本の実業家、元タイガー魔法瓶社長（* 1934年）[97]
- 8月15日 - 吉田清、日本の実業家、元新日本石油ガス（現ENEOS）社長（* 1940年?）[98]
- 8月15日 - ロバート・トランプ、アメリカ合衆国の実業家、ドナルド・トランプ実弟（* 1948年）[99]
- 8月15日 - 柳吉在、大韓民国の政治家、元統一部長官（* 1959年）[100]

## (16日 - 31日)

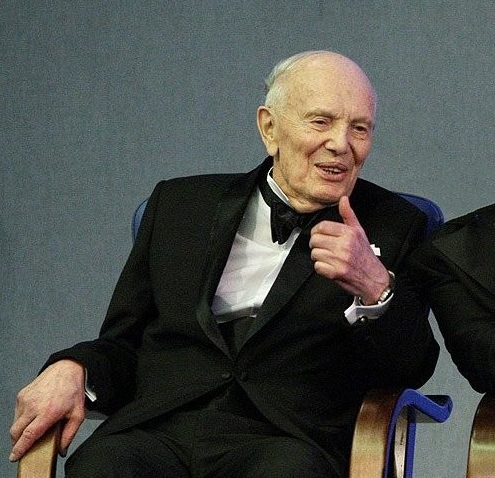
ボリス・パトン／8月19日没

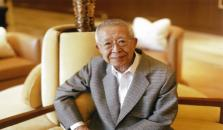
山崎正和／8月19日没

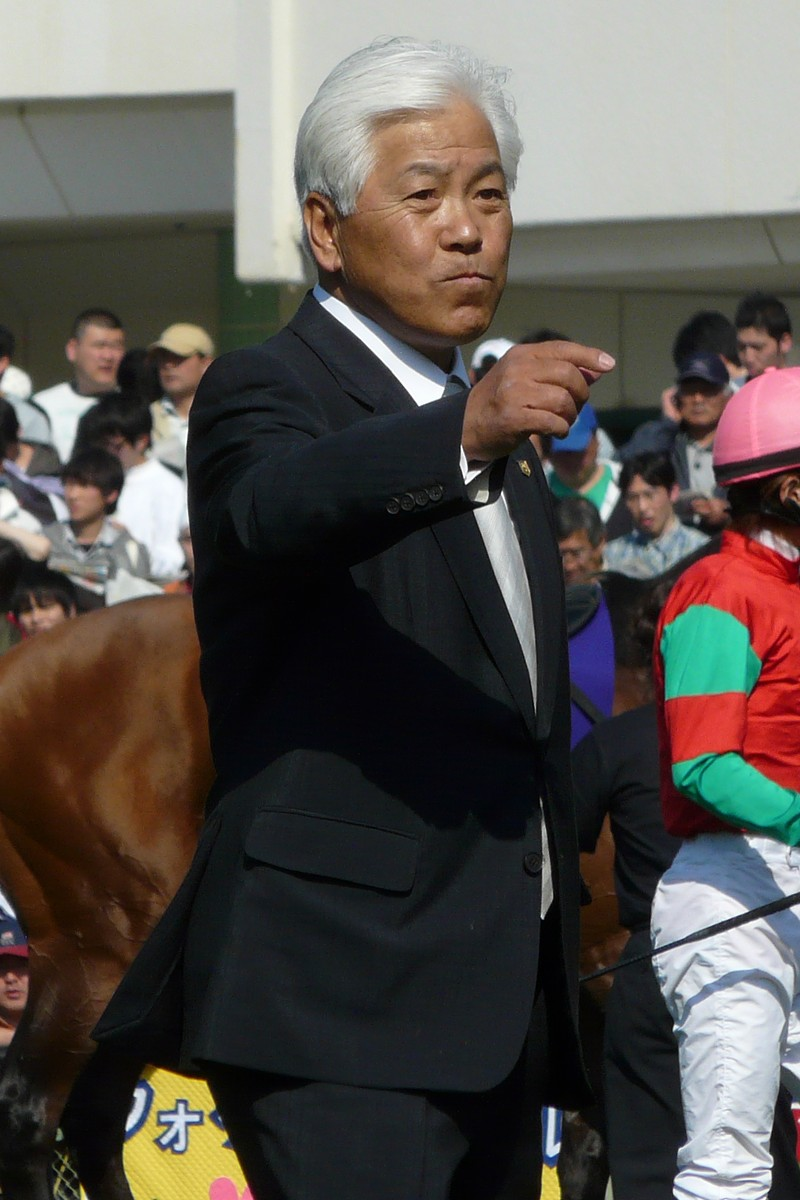
伊藤正徳 ／8月20日没

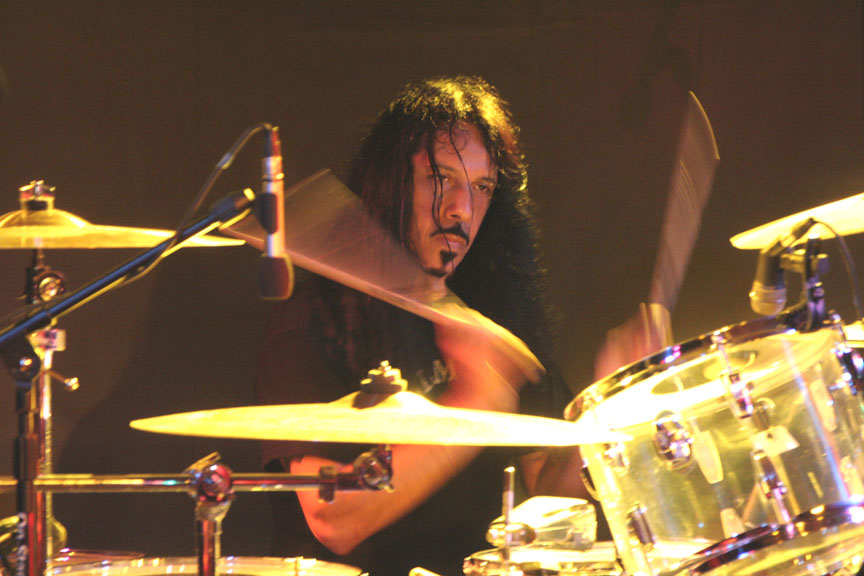
フランキー・バネリ／8月20日没

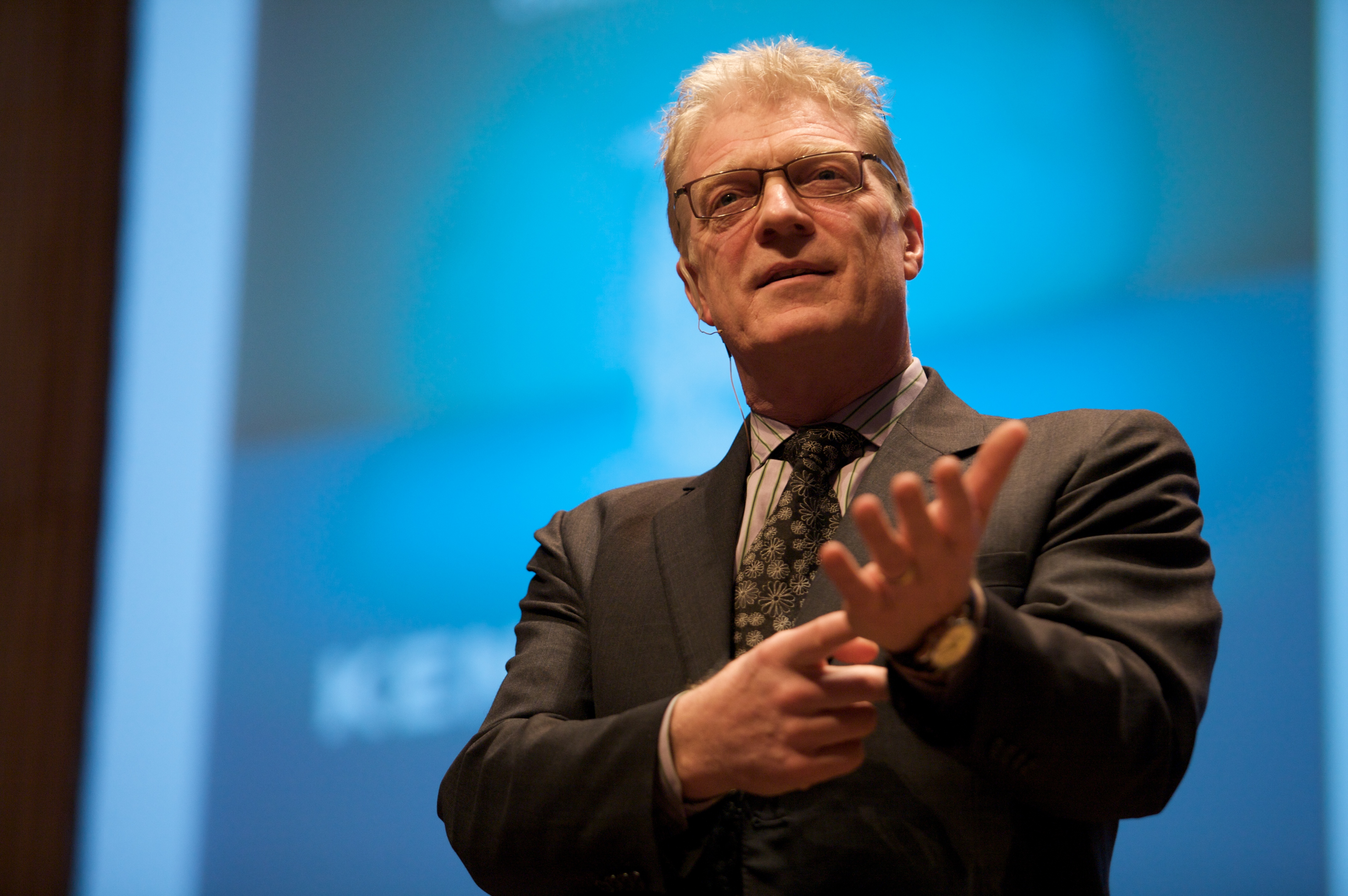
ケン・ロビンソン／8月21日没

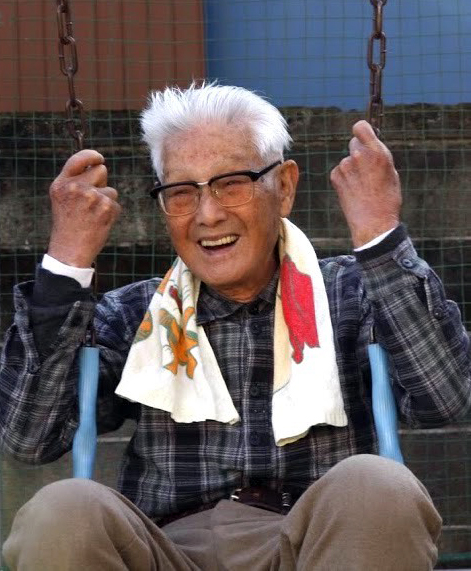
福西基／8月22日没

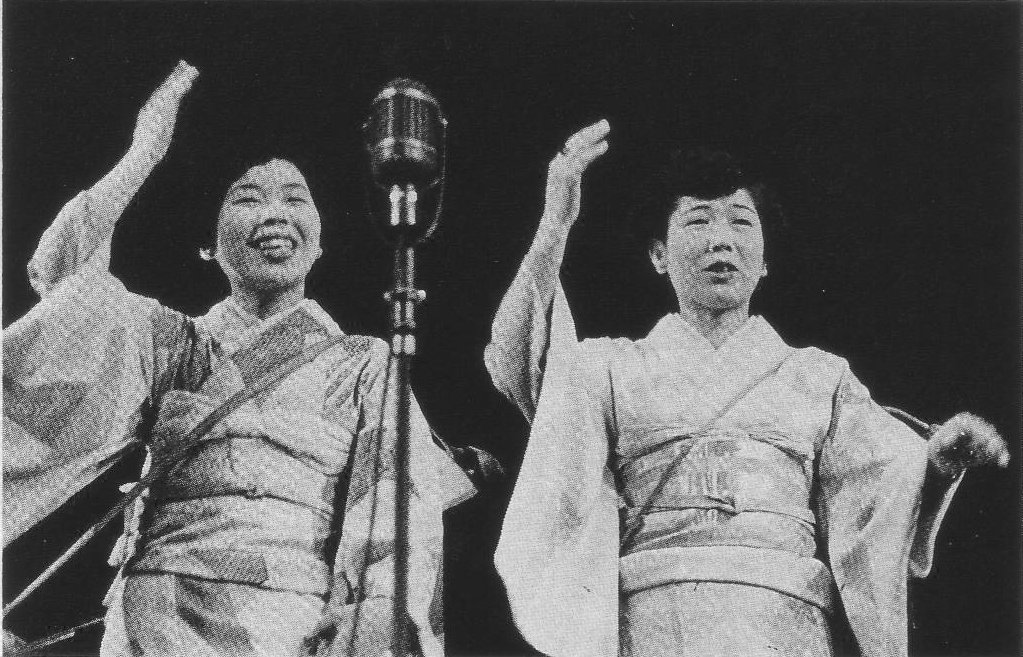
内海桂子（右）／8月22日没

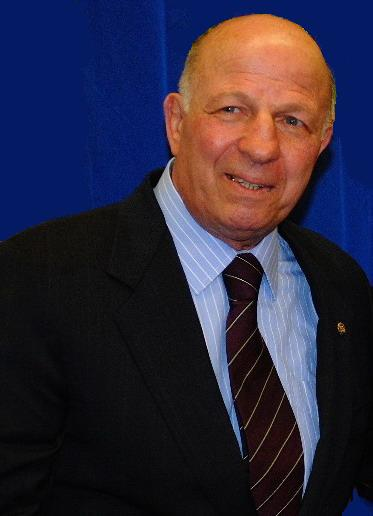
サンドロ・マジンギ／8月22日没

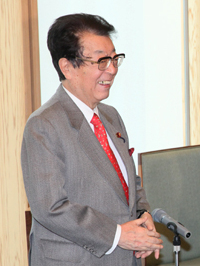
渡部恒三／8月23日没

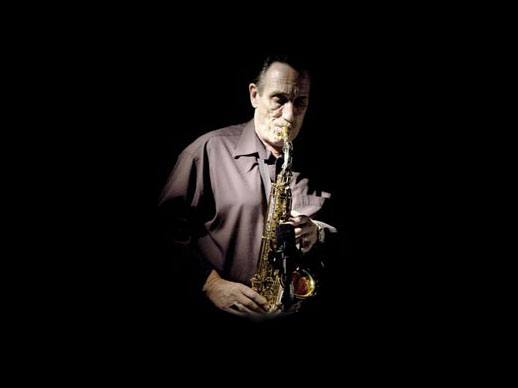
ピーター・キング／8月23日没

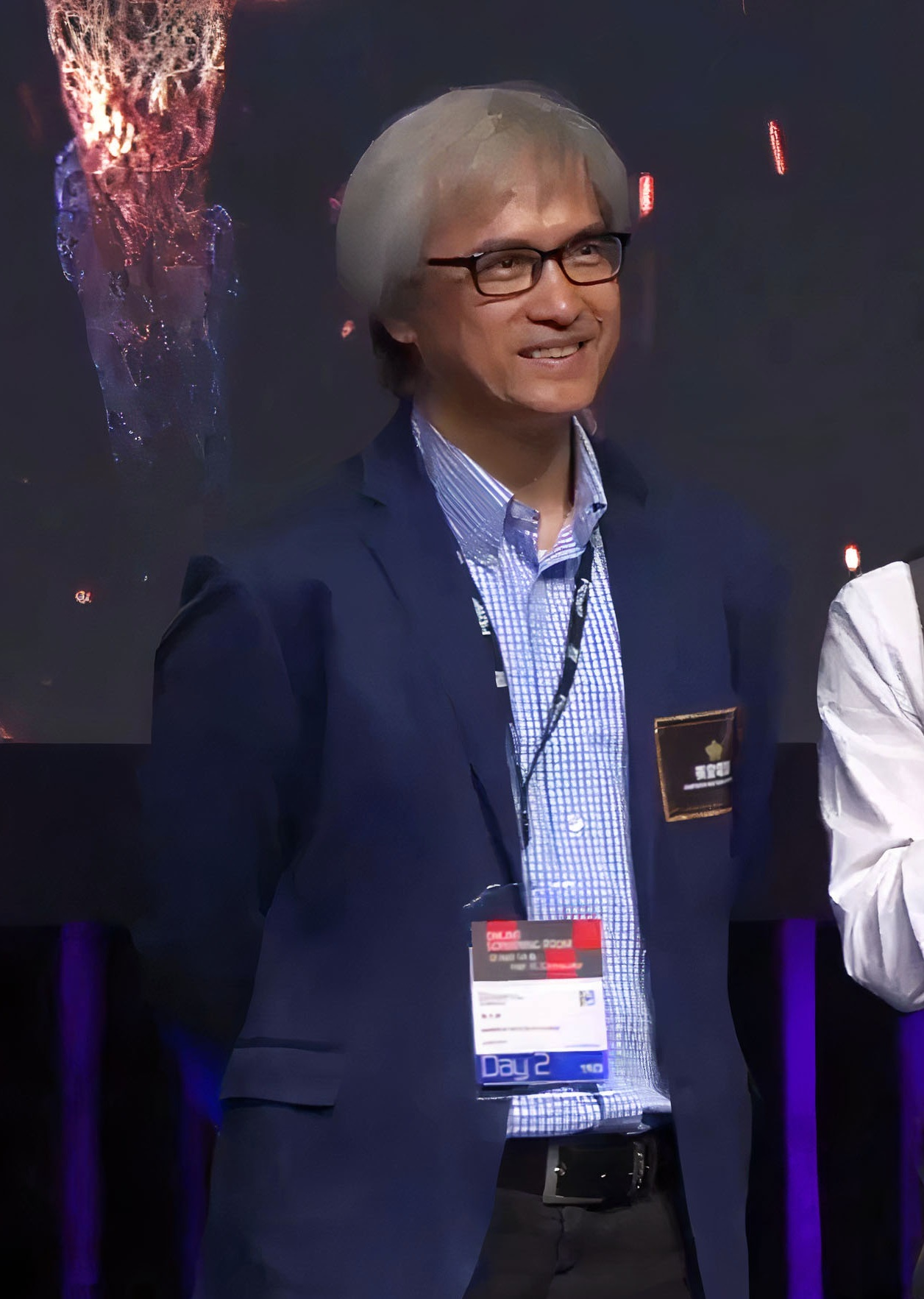
ベニー・チャン／8月23日没

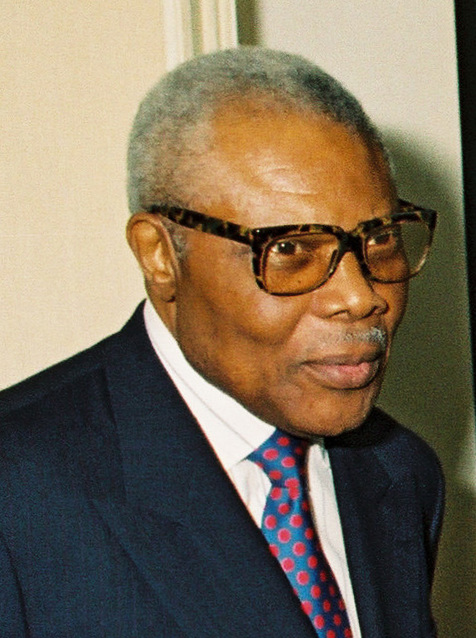
パスカル・リスバ／8月24日没

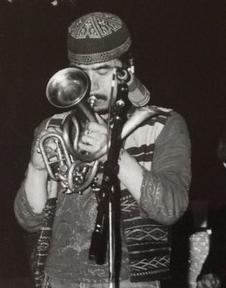
沖至／8月25日没

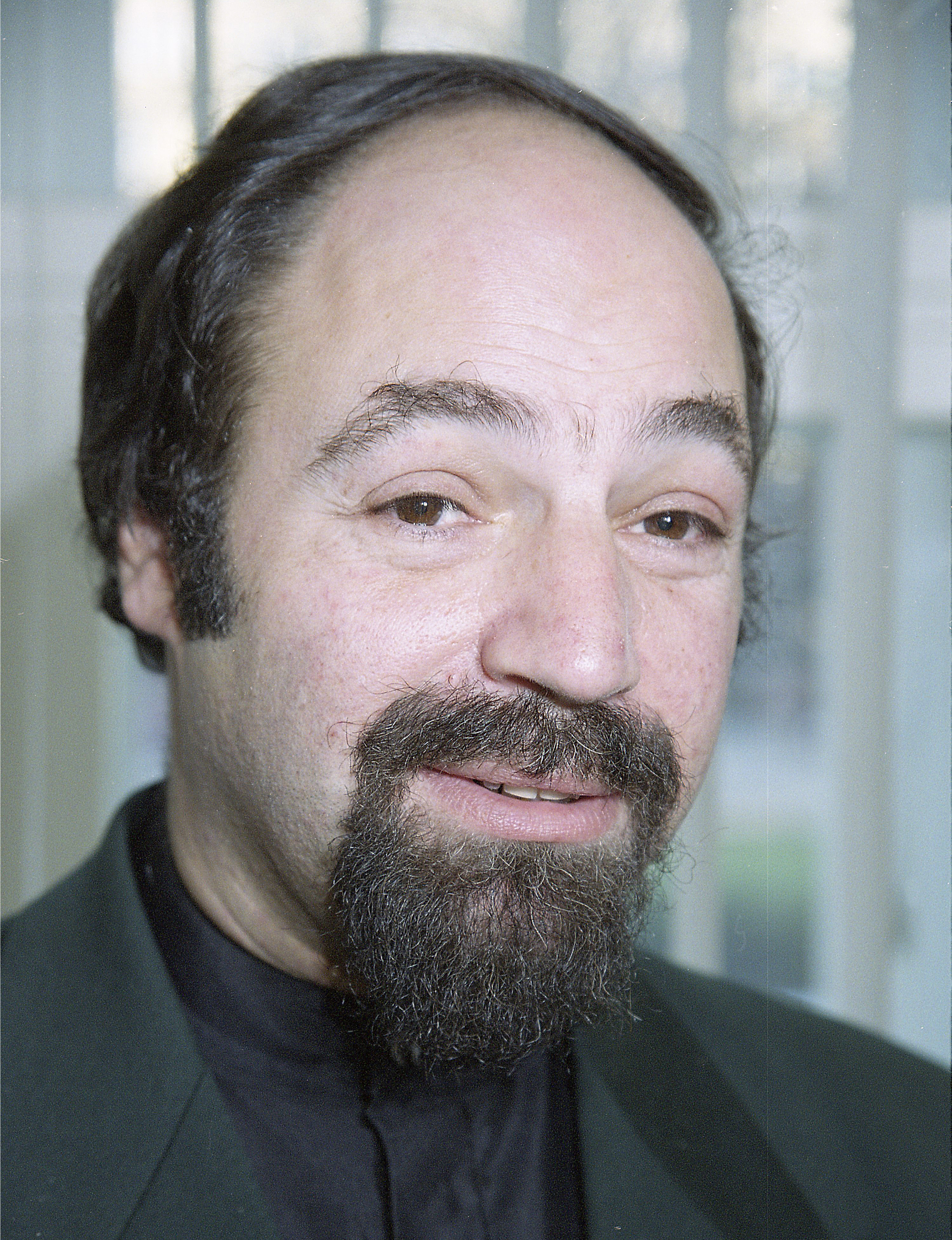
ユーリ・アルペルテン／8月26日没

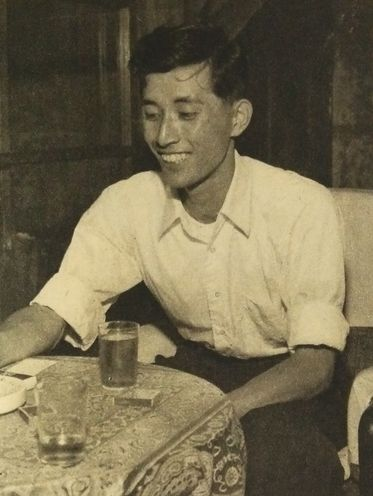
福嶋一雄／8月27日没

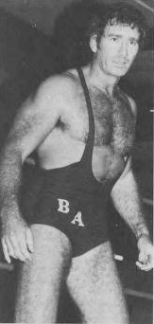
ボブ・アームストロング／8月27日没

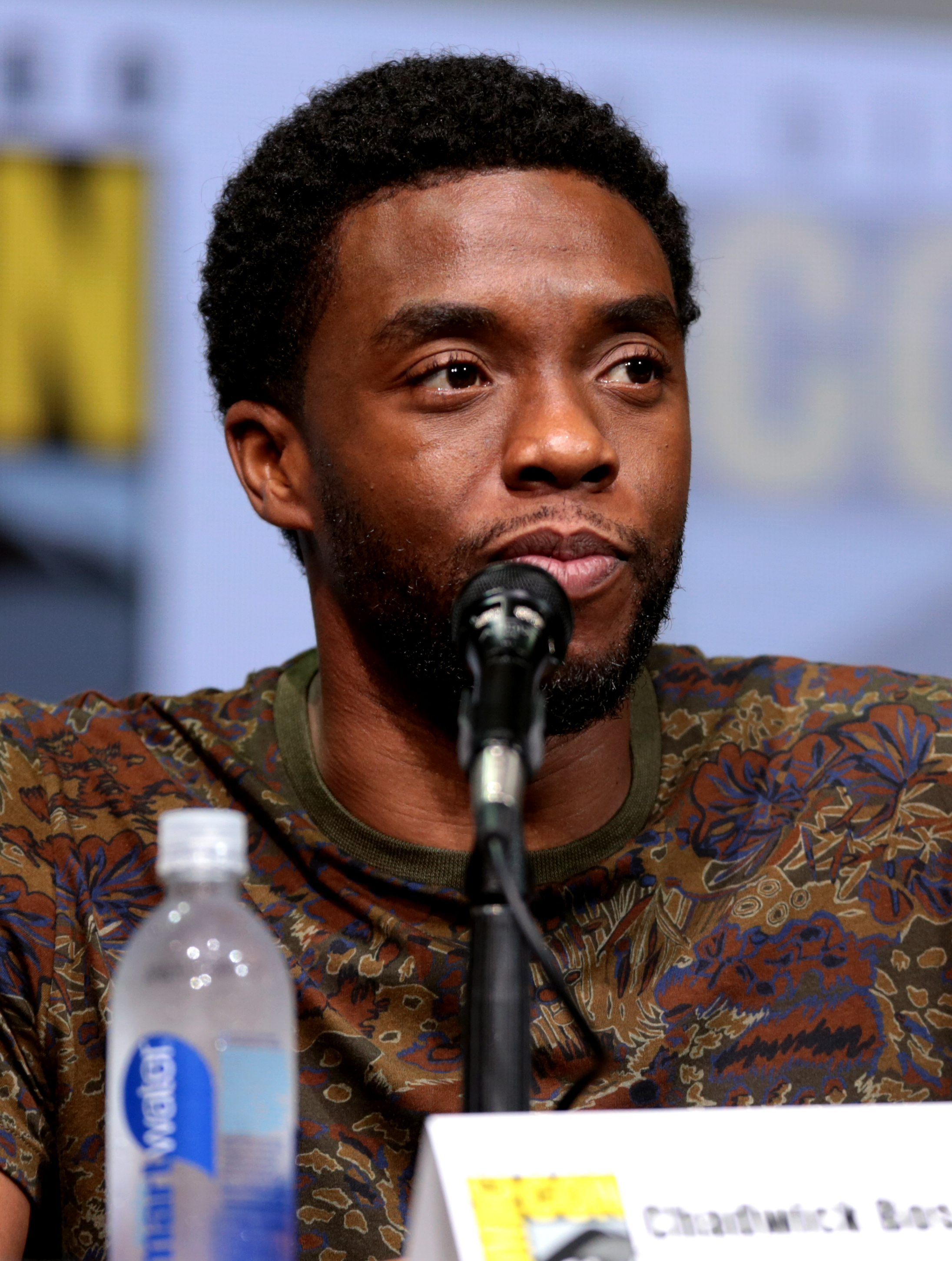
チャドウィック・ボーズマン／8月28日没

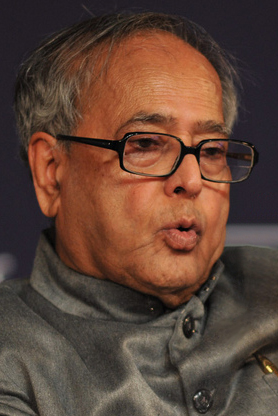
プラナブ・ムカルジー／8月31日没

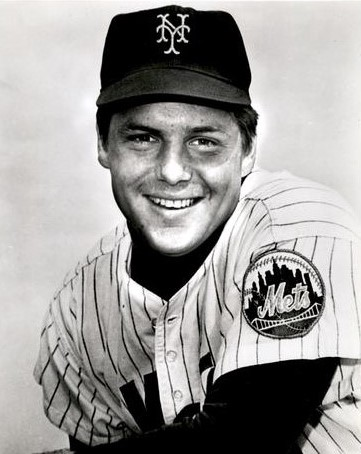
トム・シーバー／8月31日没

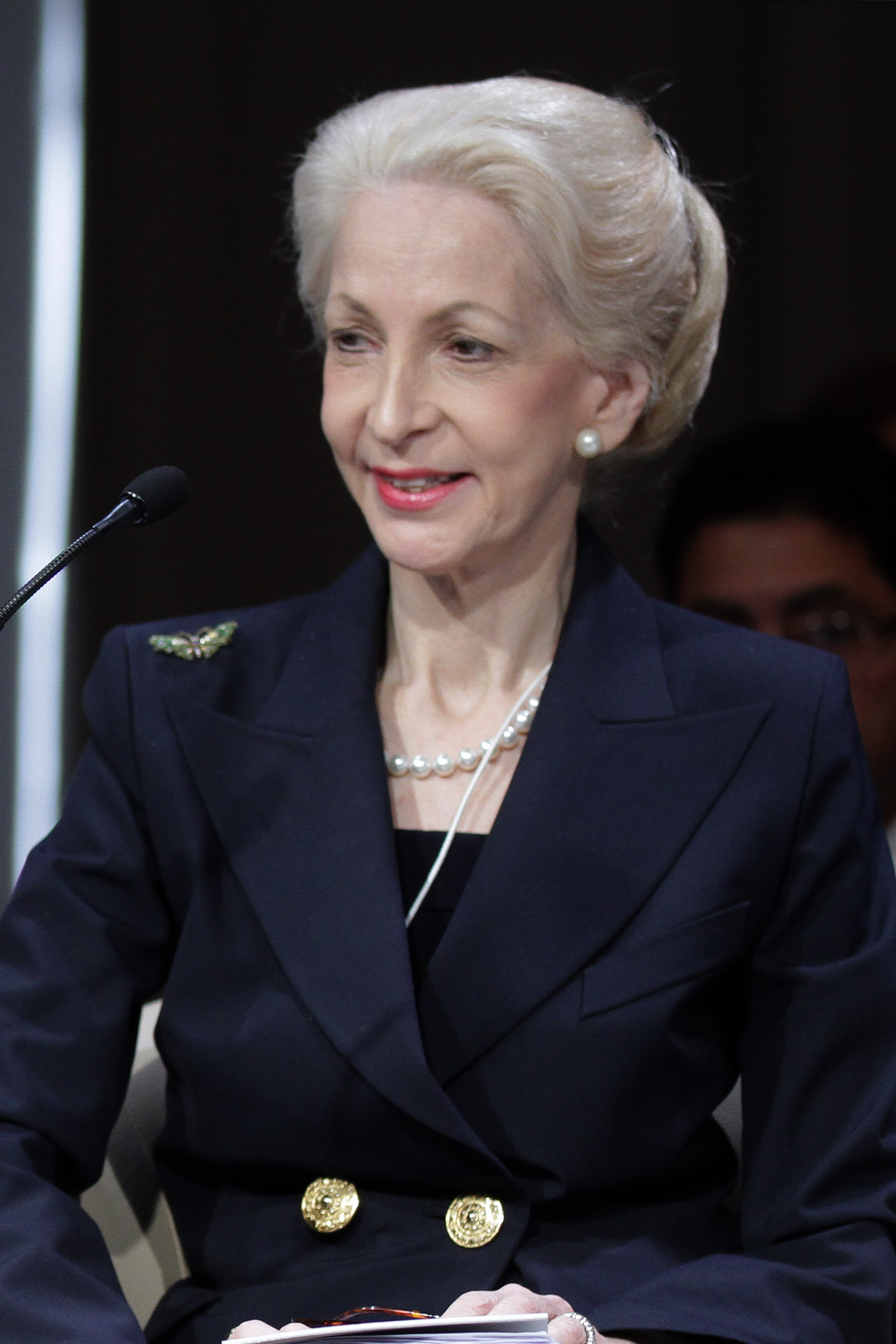
バーバラ・ジャッジ／8月31日没

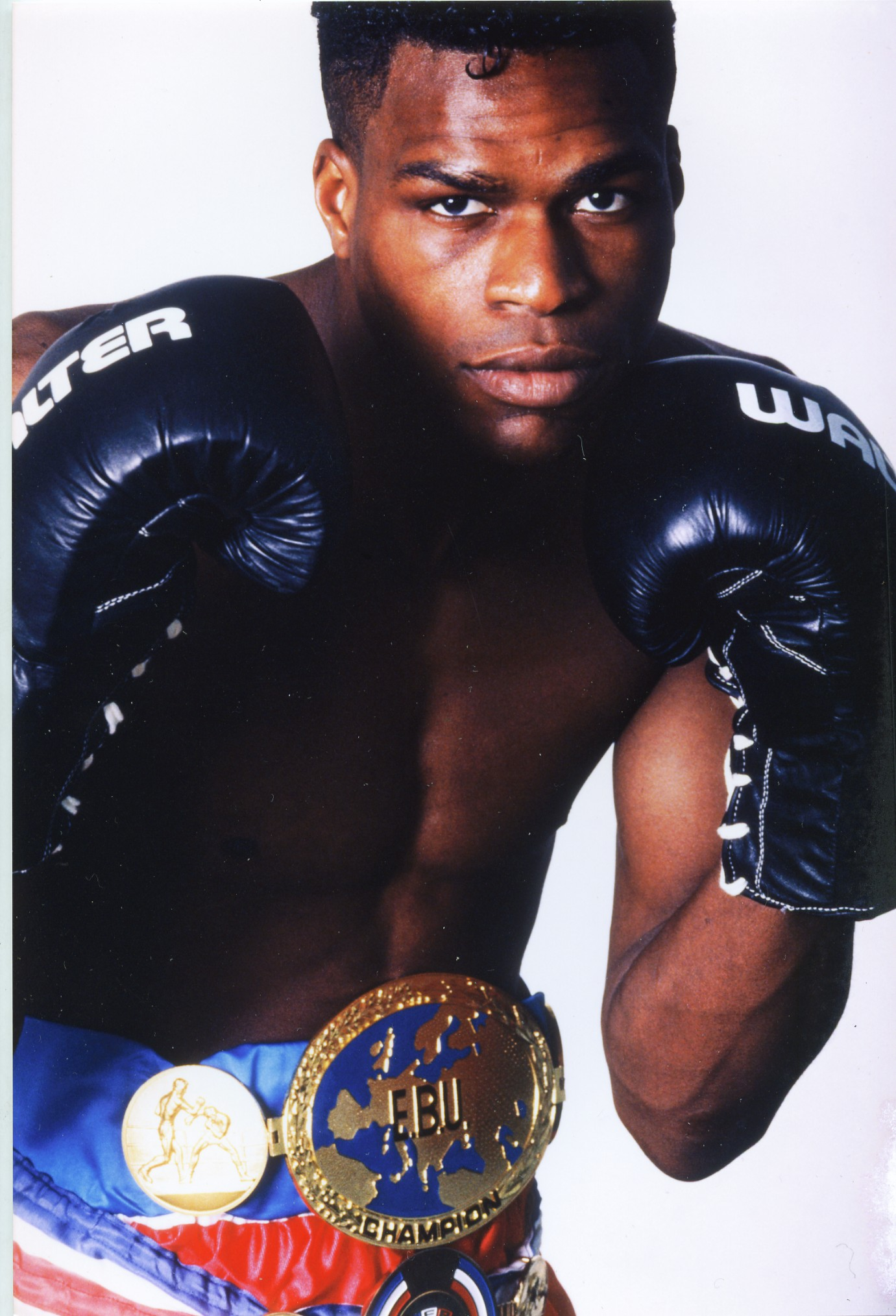
ジャン＝バチスト・メンディ／8月31日没

- 8月16日 - ピエール＝イヴ・トレモワ（フランス語版）、フランスのビジュアルアーティスト、彫刻家（* 1921年）[101]
- 8月16日 - 都築幹彦、日本の実業家、元ヤマト運輸（現ヤマトホールディングス）社長（* 1929年）[102]
- 8月16日 - 姜碩煕、大韓民国の作曲家（* 1934年）[103]
- 8月16日 - 二代目コロムビア・ローズ、日本の歌手（* 1942年）[104]
- 8月16日 - 陳奮健（中国語版）、中華人民共和国の実業家、中国鉄建会長（* 1962年）[105]
- 8月16日 - エグゼイヴィア（英語版）、アメリカ合衆国の元プロレスラー、元ROH世界王者（* 1977年）[106]
- 8月17日 - 岩本多代、日本の女優（* 1940年）[107]
- 8月17日 - ニナ・クラフト（英語版）、ドイツのトライアスロン選手（* 1968年）[108]
- 8月17日 - ザラ・アルバレス（英語版）、フィリピンの人権活動家（* 1981年）[109]
- 8月18日 - チェーザレ・ロミティ（英語版）、イタリアの実業家、元フィアット会長（* 1923年）[110]
- 8月18日 - スレイド・ゴートン（英語版）、アメリカ合衆国の政治家、元上院議員（* 1928年）[111]
- 8月18日 - 村瀬俊夫、日本の牧師、神学校教師（* 1929年）[112]
- 8月18日 - アラン・トラクテンバーグ（英語版）、アメリカ合衆国の歴史家、イェール大学教授（* 1932年）[113]
- 8月18日 - ベン・クロス、イギリスの俳優（* 1947年）[114]
- 8月18日 - デイル・ハワチャック（英語版）、カナダのプロアイスホッケー選手【ウィニペグ・ジェッツ、バッファロー・セイバーズなどに所属】、アイスホッケー殿堂（* 1963年）[115]
- 8月19日 - ボリス・パトン、ウクライナの金属工学者、ウクライナ国立学士院会長（* 1918年）[116]
- 8月19日 - 米田満、日本のアメリカンフットボール指導者、元関西学院大学ファイターズ監督（* 1928年）[117]
- 8月19日 - 屋富祖昌栄、日本の三線奏者（* 1928年?）[118]
- 8月19日 - 山崎正和、日本の劇作家（* 1934年）[119][120]
- 8月19日 - 中込良廣、日本の核物理学者、京都大学名誉教授（* 1944年）[121]
- 8月19日 - トッド・ナンス（英語版）、アメリカ合衆国のドラマー、元ワイドスプレッド・パニック（英語版）メンバー（* 1962年）[122]
- 8月19日 - 恵口公生、日本の漫画家（* 1997年?）[123]
- 8月20日 - 大橋幸雄、日本の政治家、元茨城県取手市長（* 1927年）[124]
- 8月20日 - 8代目豊竹嶋太夫、日本の義太夫節太夫、人間国宝（* 1932年）[125]
- 8月20日 - ブランコ・コスティッチ（英語版）、ユーゴスラビアの政治家、元ユーゴスラビア内モンテネグロ大統領、ユーゴスラビア大統領代行（* 1939年）[126]
- 8月20日 - 延田久弐生、日本の実業家、延田グループ会長（* 1944年）[127][128]
- 8月20日 - 伊藤正徳、日本の元競馬騎手・調教師【日本中央競馬会所属】（* 1948年）[129]
- 8月20日 - フランキー・バネリ、アメリカ合衆国のドラマー、クワイエット・ライオットメンバー（* 1951年）[130]
- 8月20日 - 内山一美、日本の分析化学者、東京都立大学教授、日本分析化学会会長（* 1957年?）[131]
- 8月21日 - ケン・ロビンソン、イギリスの能力開発・教育アドバイザー、思想家（* 1950年）[132]
- 8月21日 - 鈴木萬司、日本の実業家、鈴木楽器製作所会長、鍵盤ハーモニカ生みの親（* 1923年）[133]
- 8月22日 - フレディー・ブロム、南アフリカ共和国のスーパーセンテナリアン、非公認世界最高齢男性（* 1904年?）[134]
- 8月22日 - 福西基、日本のスーパーセンテナリアン、国内最高齢男性（* 1910年）[135]
- 8月22日 - 内海桂子、日本の漫才師、タレント、女優、漫才協会名誉会長（* 1922年）[136][137][138][139]
- 8月22日 - サンドロ・マジンギ、イタリアの元プロボクサー、元WBA・WBC世界ジュニアミドル級（現スーパーウェルター級）王者（* 1933年）[140]
- 8月22日 - D・J・ロジャース（英語版）、アメリカ合衆国のソウルシンガー、音楽プロデューサー（* 1948年）[141]
- 8月22日 - ウォルター・ルー（英語版）、アメリカ合衆国のギタリスト、元ジョニー・サンダース&ハートブレイカーズメンバー（* 1949年）[142]
- 8月22日 - 小幡幹雄、日本の国会職員、元参議院事務総長（* 1949年?）[143]
- 8月22日 - 楢崎洋子、日本の音楽学者、音楽評論家、元武蔵野音楽大学・愛知県立芸術大学教授（* 1953年）[144]
- 8月22日 - エミール・ジュラ（英語版）、ルーマニアの元サッカー選手（* 1980年）[145]
- 8月23日 - チャーリー・パーシップ（英語版）、アメリカ合衆国のジャズドラマー（* 1929年）[146]
- 8月23日 - 渡部恒三、日本の政治家、元衆議院議員【自由民主党・新生党・新進党・無所属の会・民主党所属】、第64代厚生大臣、第39代自治大臣、第49代国家公安委員会委員長、第55代通商産業大臣、第60・61代衆議院副議長（* 1932年）[147]
- 8月23日 - ロリ・ネルソン、アメリカ合衆国の女優（* 1933年）[148]
- 8月23日 - 千原薫、日本の実業家、元アサヒ飲料社長（* 1934年）[149]
- 8月23日 - 柴田鉄治、日本の科学ジャーナリスト、元朝日新聞論説委員（* 1935年）[150]
- 8月23日 - ディーター・クラウス（英語版）、ドイツの元カヌースプリント選手、1960年ローマオリンピックK-1 4 × 500mリレー金メダリスト【東西統一ドイツ代表】（* 1936年）[151]
- 8月23日 - ワレンチナ・プルスコヴァ（ロシア語版）、ロシアの元フェンシング選手、1960年ローマフルーレ女子団体金・1964年東京オリンピックフルーレ女子団体銀メダリスト（* 1938年）[152]
- 8月23日 - ピーター・キング、イギリスのジャズサクソフォン奏者（* 1940年）[153]
- 8月23日 - 山川文太、日本の詩人（* 1941年）[154]
- 8月23日 - 塩崎雄之輔、日本の農学者、弘前大学名誉教授（* 1943年）[155]
- 8月23日 - ベニー・チャン、香港の映画監督（* 1961年）[156][157][158]
- 8月23日 - ジャスティン・タウンズ・アール（英語版）、アメリカ合衆国のシンガーソングライター（* 1982年）[159]
- 8月24日 - パスカル・リスバ、コンゴ共和国の政治家、元同国大統領、元首相（* 1931年）[160]
- 8月24日 - 曽根川昭雄、日本のキーボーディスト、Only Love Hurts（旧名：面影ラッキーホール）メンバー（* 1968年?）[161]
- 8月25日 - アーノルド・ スピルバーグ（英語版）、アメリカ合衆国の電気工学者、スティーヴン・スピルバーグ実父（* 1917年）[162]
- 8月25日 - ダーク・マッジ（英語版）、南西アフリカ（現ナミビア）の政治家、元国民統一暫定政府（英語版）議長、元閣僚評議会議長（* 1928年）[163]
- 8月25日 - 山口哲夫、日本の政治家、元北海道釧路市長・参議院議員【日本社会党、新社会党所属】（* 1928年）[164]
- 8月25日 - 東海林勤、日本の日本基督教団牧師、元高麗博物館理事長（* 1932年）[165]
- 8月25日 - 梅野泰靖、日本の俳優（* 1933年）[166][167][168]
- 8月25日 - 沖至、日本のジャズトランペット奏者（* 1941年）[169]
- 8月25日 - 井上康徳、日本の陶芸家（* 1958年）[170]
- 8月25日 - きんた・ミーノ、日本の歌手、ラジオパーソナリティー、おかげ様ブラザーズメンバー（* 1961年）[171]
- 8月25日 - ジェリー・マッギー（英語版）、スコットランドの歌手、ブライトン・ロック（英語版）メンバー（* 1962年）[172]
- 8月26日 - 前田坦、日本の地球電磁気学者、京都大学名誉教授（* 1919年）[173]
- 8月26日 - ジェラルド・カー（英語版）、アメリカ合衆国の宇宙飛行士、航空宇宙工学者（* 1932年）[174]
- 8月26日 - 菱田嘉明、日本の政治家、元京都府八幡市長、元衆議院議員【自由民主党所属】（* 1943年）[175]
- 8月26日 - 小石川正弘、日本の天文家、元仙台市天文台技術職員（* 1952年）[176]
- 8月26日 - 白石典義、日本の経済学者、学校法人立教学院理事長、立教大学名誉教授（* 1953年）[177]
- 8月26日 - ユーリ・アルペルテン、エストニアの指揮者（* 1957年）[178]
- 8月26日 - 前田勝、日本の元大相撲力士【放駒部屋所属】（* 1982年）[179]
- 8月27日 - ユージーン・マッケイブ（英語版）、アイルランドの小説家、脚本家（* 1930年）[180]
- 8月27日 - 福嶋一雄、日本の元アマチュア野球選手、野球殿堂（* 1931年）[181]
- 8月27日 - 三上祐三、日本の建築家（* 1931年）[182]
- 8月27日 - 名畑崇、日本の仏教史学者、大谷大学名誉教授（* 1933年）[183]
- 8月27日 - ルート・オルソン（英語版）、アメリカ合衆国の大学バスケットボール指導者、バスケットボール殿堂（* 1934年）[184]
- 8月27日 - ボブ・アームストロング、アメリカ合衆国の元プロレスラー（* 1939年）[185]
- 8月27日 - 原口典之、日本の美術家（* 1946年）[186]
- 8月27日 - 益子修、日本の実業家、元三菱自動車工業会長（* 1949年）[187][188]
- 8月28日 - アサール・リンドベック（英語版）、スウェーデンの経済学者（* 1930年）[189]
- 8月28日 - 岸部四郎、日本のタレント、俳優、元実業家（* 1949年）[190]
- 8月28日 - チャドウィック・ボーズマン、アメリカ合衆国の俳優（* 1976年）[191][192]
- 8月28日 - 階戸瑠李、日本の女優、元グラビアアイドル（* 1988年）[193][194]
- 8月29日 - ウラジーミル・アンドレイエフ（ロシア語版）、ロシアの俳優（* 1930年）[195]
- 8月29日 - 岡井仁子、日本の陶芸家（* 1936年?）[196]
- 8月29日 - 安宅敬祐、日本の政治家、岡山県岡山市長（第29・30代）（* 1941年）[197][198][199]
- 8月29日 - クリフォード・ロビンソン、アメリカ合衆国の元バスケットボール選手（* 1966年）[200]
- 8月30日 - ヴァージニア・ボスラー（英語版）、アメリカ合衆国の女優、ダンサー（* 1926年）[201]
- 8月30日 - 塩飽二郎、日本の元官僚、元農林水産審議官（* 1932年）[202]
- 8月30日 - ジョン・トンプソン（英語版）、アメリカ合衆国の元バスケットボール選手・指導者（* 1941年）[203]
- 8月31日 - ニーナ・ボシャロワ（ロシア語版）、ウクライナの元体操競技選手、1952年ヘルシンキオリンピック女子平均台・総合団体金メダリスト【旧ソ連代表】（* 1924年）[204]
- 8月31日 - 黒田脩、日本の元アマチュア野球選手（* 1929年）[205]
- 8月31日 - プラナブ・ムカルジー、インドの政治家、第13代大統領（* 1935年）[206][207]
- 8月31日 - トム・シーバー、アメリカ合衆国の元プロ野球選手【ニューヨーク・メッツ、シンシナティ・レッズほか所属】（* 1944年）[208]
- 8月31日 - バーバラ・ジャッジ、アメリカ合衆国出身の弁護士、銀行家、ロビイスト、東京電力原子力改革監視委員会副委員長（* 1946年）[209]
- 8月31日 - パスカル・カネ（フランス語版）、フランスの映画監督、脚本家（* 1946年）[210]
- 8月31日 - ジャン＝バチスト・メンディ、セネガル出身のフランスの元プロボクサー、元WBC世界ライト級王者（* 1963年）[211]

## (没日不明)
- ソリー・ガノール、リトアニアの作家、ホロコースト生存者（ダッハウ強制収容所の元収容者）（* 1928年）[212]
- 小篠菊雄、日本のアナウンサー〈元文化放送、フジテレビジョン〉（* 1933年）[213]
- 大月ウルフ、日本の俳優（* 1934年）[214]